# Gu (Trommel)

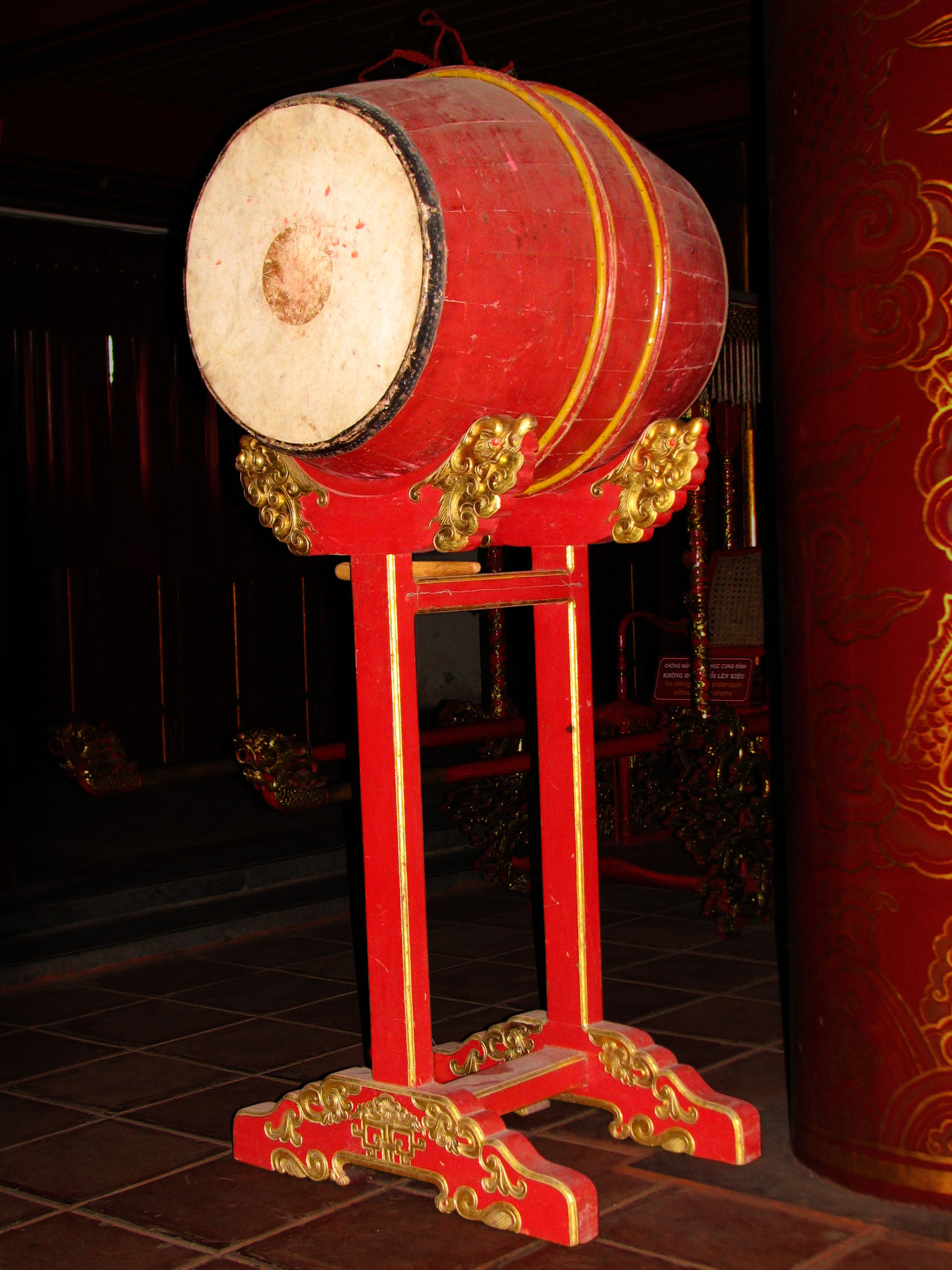
Waagrecht auf einem Gestell ruhende Fasstrommel in einem chinesischen Tempel

Gu (chinesisch 鼓, Pinyin gǔ, „Trommel“) ist der Oberbegriff für chinesische Trommeln unabhängig von ihren Formen, die durch ein Präfix näher bezeichnet werden:
- Archäologische Funde von Bechertrommeln aus Ton, die vor dem 18. Jahrhundert v. Chr. datiert werden, stehen außerhalb der später für die chinesische Musik charakteristischen Trommeltypen.
- Keine Membranophone, sondern Aufschlagidiophone sind seit der zweiten Hälfte des 1. Jahrtausends v. Chr. auf Piktogrammen erkennbare Kesselgongs, die historisch als zugu („Fußtrommel“) und heute als tonggu (chinesisch 銅鼓, Pinyin tónggǔ, „Bronzetrommel“) bekannt sind.

Fasstrommeln mit aufgenagelten Membranen:
- Die jiangu (建鼓,  jiàn gǔ) ist eine große hölzerne Fasstrommel auf einem Pfosten, deren Form seit der Mitte des 2. Jahrtausends v. Chr. aus der Shang-Dynastie überliefert ist.
- Die yinggu (應鼓,  yìnggǔ, „Pfeilertrommel“) ist eine wie die jiangu auf einem Pfosten aufgespießte Fasstrommel für konfuzianische Rituale.
- Die jingu (金鼓,  jingǔ) ist die größte chinesische Fasstrommel. Die Zeremonialtrommel lagert senkrecht (mit dem Schlagfell waagrecht) in einem Gestell mit vier Füßen.
- Die dagu (大鼓,  dàgǔ) ist eine große, ebenfalls senkrecht aufgestellte Fasstrommel, die in mehreren Orchesterformationen und in den dagu shu, den „Trommelliedern“, die zu den musikalischen Erzähltraditionen (quyi) gehören, gespielt wird.
- Die tanggu (堂鼓,  tánggǔ), auch tonggu, ist eine mittelgroße, in einem Gestell hängende Fasstrommel, die in der Peking-Oper und einigen Perkussionsensembles verwendet wird.
- Die an einem Gürtel befestigte yaogu (腰鼓,  yāogǔ, „Hüfttrommel“) ist eine zweifellige Fasstrommel, die zur Begleitung von Tanzliedern verwendet wird.
- Die kleinere huagu (花鼓,  huāgǔ, „Blumentrommel“) entspricht in Form und Verwendung der yaogu.
- Die shigu (狮鼓,  shígǔ, „Löwentrommel“) ist eine einfellige, senkrecht aufgestellte große Fasstrommel, die bei feierlichen Anlässen auf der Bühne den Löwentanz begleitet.
- Das paigu (排鼓,  páigǔ) genannte Set aus meistens fünf gestimmten Fasstrommeln ist eine Neuentwicklung des 20. Jahrhunderts.

Rahmentrommeln mit aufgenagelten Membranen:
- Die biangu (扁鼓, mit bian, „flach“) ist eine zweifellige Rahmentrommel, die im alten klassischen Stil nanguan gespielt wird.
- Die  ähnlich große einfellige Rahmentrommel bangu (板鼓,  bǎngǔ, „Schlag-Trommel“), auch danpigu (单皮鼓) leitet in der Peking-Oper (als guban zusammen mit der Klapper paiban) und anderen nordchinesischen Opernstilen die Perkussionsinstrumente.
- Die diangu (点鼓,  diǎngǔ) ist eine in Zentralchina seit dem 16. Jahrhundert in der Kunqu-Oper und im kammermusikalischen Instrumentalstil Jiangnan sizhu gespielte kleine Rahmentrommel.
- Die shugu (书鼓,  shūgǔ, „Buchtrommel“) ist eine waagrecht auf einem Gestell montierte zweifellige Rahmentrommel, die in Nordchina erzählende Gesangsstile begleitet.
- Die bajiaogu (八角鼓,  bājiǎogǔ, „oktogonale Trommel“) ist eine achteckige einfellige Rahmentrommel mit einer Schlangenhautmembran bei den Bai in der südchinesischen Provinz Yunnan und bei den Mandschu im Nordosten Chinas.

Röhrentrommeln mit Schnurspannung:
- Die jiegu (羯鼓,  jiégǔ) ist eine historische Sanduhrtrommel zentralasiatischer Herkunft mit Schnurspannung, die während der Tang-Dynastie (617–907) beliebt war und der heutigen koreanischen janggu (changgo) entspricht.
- Die xiyaogu, früher zhanguu (杖鼓, „Stocktrommel“) ist eine große Sanduhrtrommel aus derselben Zeit ähnlich der jiegu, die mit einem Stock auf die eine und einer Hand auf die andere Membran geschlagen wurde.
- Eine in der frühen Tang-Dynastie eingeführte und heute verschwundene Fasstrommel mit Schnurspannung war die dalagu (答臘鼓,  dálàgǔ).

Die meisten chinesischen Trommeln sind zweifellige hölzerne Fasstrommeln vom Typ der jiangu. Sie besitzen am Rand aufgenagelte Membranen und werden mit zwei Schlägeln auf eine Membran oder auf beide Membranen geschlagen. Sanduhrtrommeln und andere Röhrentrommeln mit Schnurspannung verweisen auf einen indisch-zentralasiatischen Einfluss ab Anfang des 1. Jahrtausends.

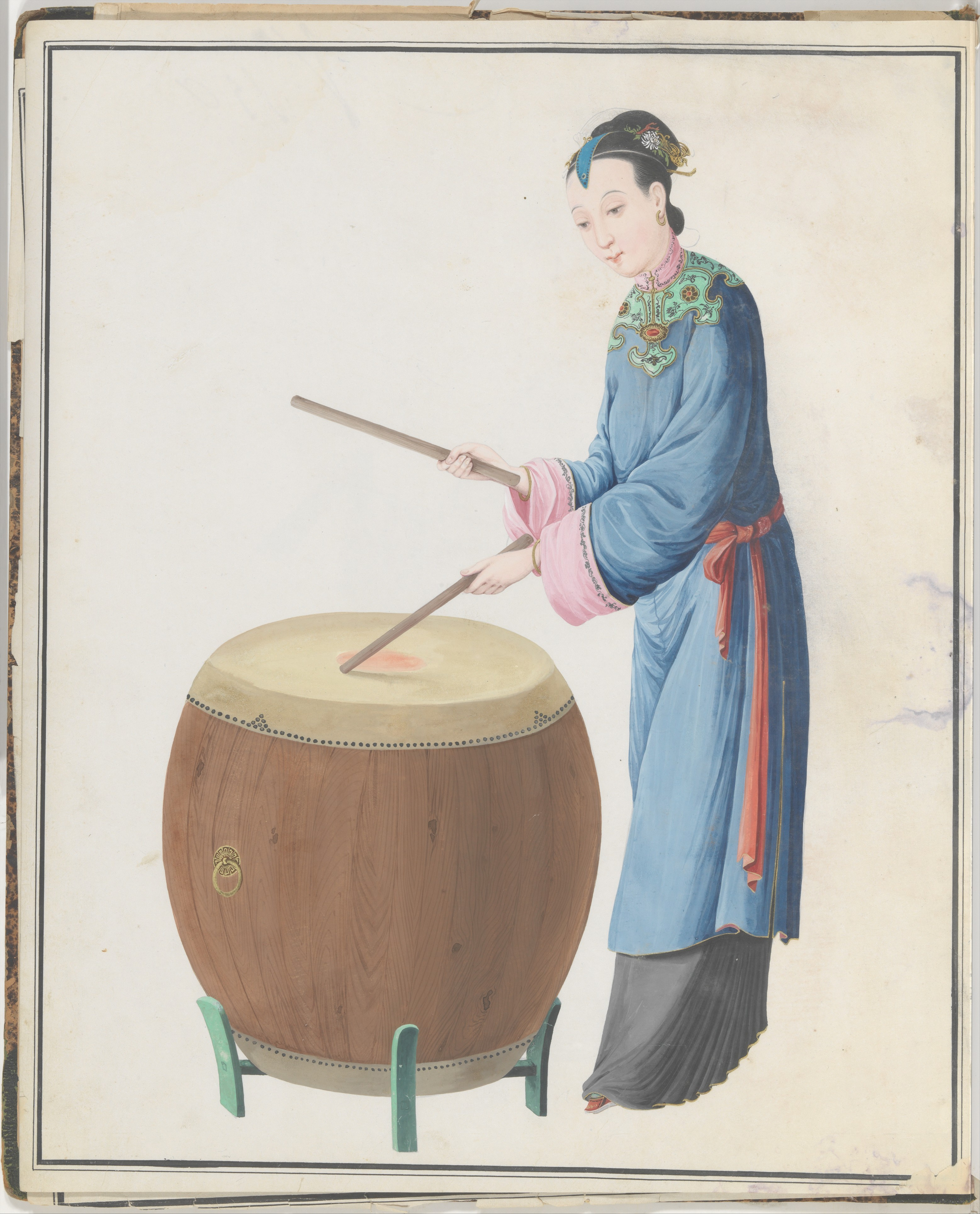
Aquarell einer die größte Fasstrommel jingu spielenden Musikerin, Ende 18. Jahrhundert

## Herkunft
Mehr als andere Musikinstrumente sind Trommeln seit frühesten Zeiten, also seit ihrem hypothetischen Ursprung als Erdtrommel mit dem erstmaligen rhythmischen Schlagen auf Tierhäute, in magische und religiöse Vorstellungen eingebunden. Sie wurden und werden als Königstrommeln (große Kesseltrommeln als Zeremonialtrommeln und Insignien des Herrschers in Afrika) verehrt, werden rituell zur Beschwörung von Geistern geschlagen (wie die Rahmentrommel parai in Südindien) und militärisch verwendet (persisches Kesseltrommelpaar naqqara), manche dürfen nur von einem bestimmten Personenkreis (nicht von Frauen) gesehen werden und für einige gelten bei der Auswahl des Materials und beim Bau strikte Gebote.
Curt Sachs (1940) stellt einfellige, aus einem Baumstamm ausgehöhlte und aufrecht stehende Zylindertrommeln an den entwicklungsgeschichtlichen Beginn der verschiedenen Trommeltypen. Für den nächsten hypothetischen Schritt, diese Standtrommeln transportabel und beim Spielen tragbar zu machen, ist ein seitlicher Handgriff wie bei der kundu in Neuguinea eine geeignete Neuerung. Eine andere Entwicklung ist die unter einen Arm zu klemmende hölzerne Bechertrommel, deren Schalenform jedoch einfacher aus Ton herstellbar ist und die so zugleich als Kochgeschirr verwendet werden kann. Den möglicherweise ältesten Hinweis auf die Existenz von Trommeln (Membranophonen) liefert eine Wandmalerei der in der Türkei ausgegrabenen Siedlung Çatalhöyük, die um 7500 v. Chr. datiert und als Jagd- oder Tanzszene interpretiert wird. Je nachdem halten die Figuren Jagd- oder Mundbögen in den Händen. Eine Figur könnte eine Doppelkonustrommel schlagen. In der Jungsteinzeit wurden allgemein außer Trommeln auch Glöckchen, Gefäßrasseln und Gefäßflöten aus Ton gefertigt.

### Jungsteinzeit
In China scheint es bereits um 7000 v. Chr. eine Art von Musik oder zumindest mehrtönige Signale (als Tierlockrufe) gegeben zu haben, denn ab dieser Zeit werden die ältesten Knochenflöten datiert, die bis zu sieben Grifflöcher besaßen. Gefäßflöten aus Ton sind in China ab etwa 4600 v. Chr. bekannt und die ältesten Tontrommeln waren ungefähr zwischen 4000 und 2000 v. Chr. verbreitet. Die Fundorte der ältesten Trommeln liegen im Gebiet der neolithischen Dawenkou-Kultur (4300–3500 v. Chr.) in der ostchinesischen Provinz Shandong. Im Gebiet der westlich gelegenen Provinzen Henan, Shanxi und Shaanxi wurden Tontrommeln aus der Zeit 3000–2000 v. Chr. ausgegraben, die aus der Longshan-Kultur stammen. Zur selben Zeit blühte in den noch weiter westlich gelegenen Provinzen Gansu und Qinghai die Majiayao-Kultur, die ebenfalls Trommeln aus Ton hervorbrachte. Wie die übrigen Tongefäße lassen sich auch die Trommeln anhand bestimmter Merkmale den jeweiligen Kulturen zuordnen. Die frühesten Trommeln stammen aus Kulturen, die noch ausschließlich in Dörfern lebten, aber bereits eine gewisse soziale Gliederung und arbeitstechnische Spezialisierung eingeführt hatten. Diese Entwicklung fand vor der ersten chinesischen Dynastie, der Xia-Dynastie (um 2000 v. Chr. – um 1600 v. Chr.), statt.
Als Kriterien zur Unterscheidung von Kesseltrommeln und ähnlich geformten Tonbehältern werden möglicherweise als Schalllöcher dienende Löcher am Boden des Gefäßes und Haken am Rand, an denen vielleicht die Membran befestigt war, geprüft. Bei den Trommelfunden aus der Dawenkou-Kultur besitzen die für Trommeln gehaltenen Tonschalen Durchmesser zwischen 17 und 36 Zentimetern, 15 bis 20 am Rand umlaufende Haken sowie mehrere kleine Löcher. In der Ausgrabungsstätte Wangyin am Unterlauf des Gelben Flusses in der Provinz Shandong gehörten Tontrommeln zu den Grabbeigaben von Einzelbestattungen.
Die jüngeren Trommeln der Longshan-Kultur waren über ein weiteres Gebiet in Zentralchina verstreut und haben praktisch alle Haken, an denen sie als Trommeln identifiziert wurden. Besonders zahlreich waren die Trommelfunde im Anfang der 1980er Jahre freigelegten Friedhof von Taosi. In neun Gräbern befanden sich Musikinstrumente: neben großen Trommeln aus Ton und Holz auch Glöckchen aus Ton und Kupfer sowie Klangsteine (qing). Die in einem Grab freigelegte Holztrommel wurde aus einem 100 Zentimeter langen Baumstamm ausgehöhlt. Ihr Durchmesser beträgt 43 Zentimeter am oberen Ende und 57 Zentimeter am unteren Ende. Das Holz war rot und mit Flecken von anderen Farben bemalt.
Das Provinzmuseum Gansu in der Hauptstadt Lanzhou beherbergt eine große Sammlung von Trommeln aus dieser westlichen Provinz. Typischerweise sind dies Bechertrommeln aus Ton mit einem Membrandurchmesser von etwa 20 Zentimetern, mehreren (sieben oder acht) Haken am Rand, um das Trommelfell einzuspannen und jeweils eine Lasche oben und unten an einer Seite. An den Laschen ließ sich vermutlich ein Band befestigen, um die Trommel beim Spielen um den Hals zu hängen, oder sie wurde dazu unter einen Arm geklemmt. Die meisten Bechertrommeln bestehen aus einem trichterförmigen Oberteil und einer zylindrischen Verlängerung, die mit einem wulstartig verbreiterten Fuß abschließt. Die Trommeln sind ungefähr 30 bis 45 Zentimeter lang. Heute kommen Bechertrommeln nur noch in Südchina in Gestalt der langen hölzernen „Elefantenfußtrommel“ (xiangjiao gu, 象脚鼓,  xiàng jiǎo gǔ) bei den Dai in der Provinz Yunnan vor. Aus China stammende verwandte Bechertrommeln sind außerdem in einigen Nachbarländern in Gebrauch. Zu diesen gehören die langen Bechertrommeln aus Holz ozi in Myanmar und klong yao in Thailand.

### Frühe Dynastien
Um Natur und Geister zu beeinflussen, kommt der Musik seit frühester Zeit eine magische Bedeutung zu, die in der chinesischen Mythologie mit den Urkaisern verbunden wird. Gemäß dem Mitte des 3. Jahrhunderts v. Chr. entstandenen Lüshi chunqiu entstand die Musik zur Zeit der mythischen Urkaiser aus einer kosmischen Kraft, personifiziert als Schöpfergott Donghuang Taiyi, der auch die Welt erschuf. Musik und Tanz hatten vor allem bei Regenmacherzeremonien eine bedeutende Funktion, ebenso bei Ritualen, die vor zu viel Regen und vor Überschwemmungen bewahren sollten. In der westlichen Zhou-Dynastie (ab dem 11. Jahrhundert v. Chr.) wurde Musik besonders bei Ritualen für Geister und für die Ahnen der Kaiser gebraucht. Die Gesänge und Tänze, über die nichts weiter bekannt ist, wurden vermutlich mit seit der Jungsteinzeit bekannten Blas- und Schlaginstrumenten begleitet.
Im Buch der Riten (Liji), das in seinen ältesten Teilen bis an den Anfang des 1. Jahrtausends v. Chr. zurückgeht, wird eine mit einem Schlägel aus geflochtenen Pflanzen geschlagene zweifellige Fasstrommel tugu aus Ton erwähnt, die zur Musik des mythischen Herrschers Shennong gehört haben soll. Tu bedeutet „Erde, Boden, Lehm“. Eine sprachliche Parallele ist mridangam für die altindische Fasstrommel (Sanskrit mrd, „Erde, Lehm“). Die tugu lässt sich mit Funden aus der Dawenkou- und Longshan-Kultur in Verbindung bringen. Die im Buch der Lieder auch genannte Klappertrommel taogu, der Schlagkasten zhu und das Schrapinstrument yu sind dagegen nur aus anderen literarischen Quellen bekannt.
Eine zweifellige Fasstrommel mit einem Holzkorpus aus der Shang-Dynastie (um 17.–11. Jahrhundert v. Chr.) wurde 1935 in einem Grab bei Anyang in der Provinz Henan ausgegraben. Das schlecht erhaltene Fundobjekt (aus Grab M1217) wurde zu einem Korpus von 68 Zentimetern Länge und einem Durchmesser von 60 Zentimetern rekonstruiert. Die Trommel war mit Schlangenhaut bespannt und gehörte wahrscheinlich zum Typus der auf einen Pfosten montierten Fasstrommeln (jiangu). Zwei erhaltene Trommeln mit Bronzekorpus, von denen die ältere in das 15./14. Jahrhundert v. Chr. datiert wird, lassen auf die Form der damaligen Holztrommeln schließen. Das Piktogramm für „Trommel“ auf den im 12. Jahrhundert v. Chr. in der Shang-Dynastie angefertigten Orakelknochen verweist auf die Spielweise. Es zeigt auf der linken Seite eine Trommel vom Typ der jiangu auf einem Gestell und rechts einen Trommelspieler mit einem Schlägel in der erhobenen Hand.
Zur Zeit der Zhou-Dynastie gab es eine große Zahl von unterschiedlichen Musikinstrumenten, die in der zeremoniellen höfischen Musik gespielt wurden. Literarische Quellen erwähnen mindestens 70 Instrumentennamen. Das zwischen dem 10. und dem 7. Jahrhundert v. Chr. entstandene Buch der Lieder (Shijing) nennt neben mehreren Blasinstrumenten zwei Saiteninstrumente (Griffbrettzither guqin und Wölbbrettzither se), mehrere Idiophone und mehrere Trommeln, darunter die große zweifellige Röhrentrommel (hua) pen gu andere Fasstrommeln gu und yin, eine fassförmige Tontrommel mit einer Membran aus Krokodilhaut tuogu (鼉鼓,  tuó gǔ), eine Rahmentrommel gaogu und eine Klappertrommel taogu.

### Frühe Kaiserzeit

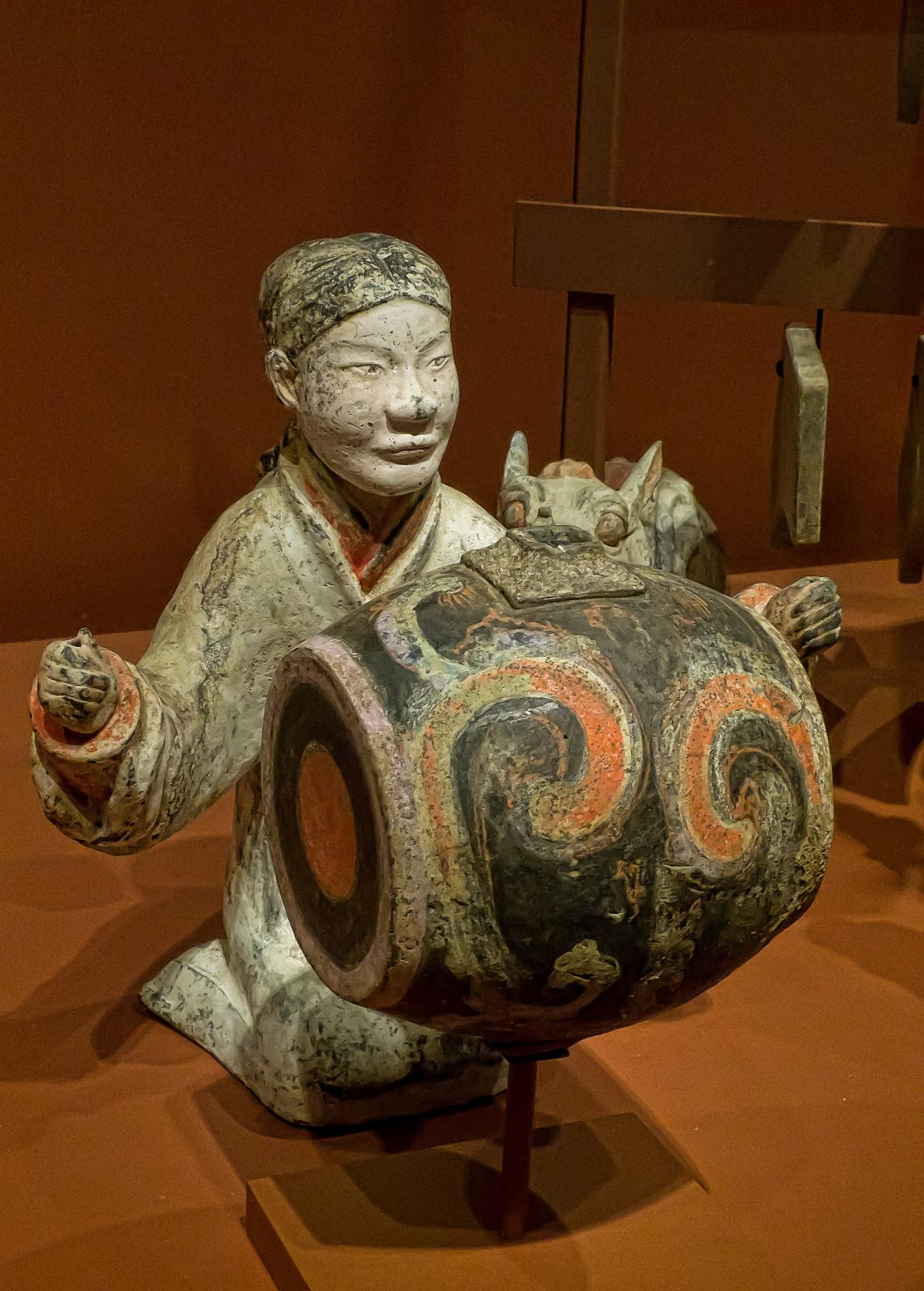
Musiker mit einer an einem Pfosten aufgespießten waagrechten Fasstrommel jiangu. Ton-Maquette aus der Han-Dynastie, Portland Art Museum

Während der Han-Zeit (206 v. Chr. – 220 n. Chr.) führten konfuzianische Staatsphilosophen die alte Traditionen fort. Unter Kaiser Wudi von Han (reg. 141–87 v. Chr.) wurde die Musiktheorie Yueji verfasst, die später ins Buch der Riten (Jiji) einging und die alte, auf die Urkaiser zurückgeführte Musik mit den Lehren der Staatsführung und Erziehung verbinden sollte. Die Musikinstrumente wurden nach der seit der frühen Zhou-Dynastie bekannten, auf dem Material basierenden Einteilung in Acht Klänge (bayin, „acht yin / Kategorien“) klassifiziert. Die Trommeln werden darin der Kategorie „Tierhaut“ (ge) zugeordnet. Die wegen ihrer Signalfunktion und ihrer Rolle als Zeremonialtrommel bedeutenden Trommeln sind die einzigen Musikinstrumente in den Kategorie ge. In den antiken Quellen werden über 20 Trommeln namentlich erwähnt, fast alles zweifellige Fasstrommeln mit einem Holzkorpus.
Unter Kaiser Wudi wurde die auf dem Konfuzianismus basierende musikalische Erziehung prägend für die nachfolgende Zeit. Hier musste eine ethisch „gute, korrekte“ Musik von einer „schlechten“ Musik unterschieden werden. Tugendhafte Menschen, also vornehmlich die Kaiser, sind fähig, gute Musik zu verstehen und auszuüben. Hierzu gehört die von den Urkaisern geschaffene Tanzmusik, die Gesellschaft und Herrschaft repräsentiert. Die gute Musik, so wie sie den Urkaisern zugeschrieben wird, soll dem Philosophen Xunzi (um 300 – um 239 v. Chr.) zufolge eine Wirkung entfalten und „die durch einen maßvollen Ton hervorgebrachte Harmonie“ hervorheben. „Tugendhafte“ Menschen entwickeln nach Konfuzius „tugendhafte“ Musik und diese basiert auf Musikinstrumenten, die nur geringe Klangänderungen erlauben. Dies sind die sechs „tugendhaften“ Instrumente: kleine Handtrommel tao, Trommeln gu, Idiophon aus Bambus kong, Schraptiger yǔ, Gefäßflöte xun und die Querflöte chi mit sieben Grifflöchern. So soll eine vollkommene Musik in einem langsamen Tempo entstehen, die einfach und ruhig klingt.
Um den konfuzianischen Begriff li („Sitte“, „Ritus“) zu erklären, verweist das Buch der Riten auf die chinesische Urzeit, als die Menschen selbst mit einfachen Tontrommeln und Schlägeln aus Grasstängeln Musik zu Ehren der Geister und Götter machen konnten. Das sei der Beginn des li gewesen. Der Rhythmus der Trommeln war von Anfang an wesentlich für die Durchführung von Zeremonien. Diese uralte Funktion von Trommeln hat sich auf die Entwicklung des chinesischen Zeichens für „Musik“, yue (乐,  yuè), übertragen, das in der archaischen Siegelschrift (xiaozhuan) aus einzelnen Zeichen für „Trommel“ besteht. Im oberen Teil enthält das Zeichen eine große und zwei kleine Trommeln und im unteren Teil ein Trommelgestell. Das Zeichen yue für „Musik“ im Allgemeinen hat sich offenbar aus zeremoniell verwendeten Trommeln entwickelt.
Die Zeremonialmusik am Kaiserhof und im Tempel wurde im alten China yayue („erhabene Musik“) genannt. Über ihre musikalische Form in der Zhou-Dynastie ist wenig bekannt, weil viele der literarischen Quellen zu jener Zeit bei einer anti-konfuzianischen Erhebung unter Kaiser Qin Shihuangdi im Jahr 213 v. Chr. zerstört wurden. Von besonderer Bedeutung sind daher die ältesten Darstellungen von Musikaufführungen auf bronzenen Ritualgefäßen aus der Zeit der Streitenden Reiche (um 475–221 v. Chr.). Eine gewisse Vorstellung von yayue vermittelt auch das Kapitel über Musik im Buch der Riten. Darin geht es um die Tanzmusik wu, mit der die kriegerischen Eigenschaften des Königs Wu (Wudi) gewürdigt werden. Ihre Aufführung besteht aus sechs musikalischen Perioden (Sätzen). Im ersten Satz erscheint Wu von Norden. Dazu halten die Tänzer ihre Schilde und stampfen mit den Füßen, begleitet von starken Trommelschlägen. Im zweiten Satz inszenieren die Tänzer mit heftigen Kämpfen die Vernichtung der Shang-Dynastie, während die Musik mit unvermittelten schnellen Rhythmusänderungen unterstützt. In den folgenden Sätzen erobert das Militär weitere Gebiete bis schließlich im sechsten Satz Wu als König gefeiert wird. Außer Trommeln sind Klangsteine (qing), Glocken und für ruhige Melodien die Wölbbrettzither se im Einsatz. Zusammen mit der außerdem verwendeten Mundorgel yu produzierten diese im yayue verwendeten Musikinstrumente „tugendhafte“ Töne.
Unter König Wudi wurde 114/113 v. Chr. das „Musikamt“ (yuefu) gegründet, das für die Organisation der religiösen und höfischen Zeremonialgesänge zuständig war. Der Name ging später auf eine Gattung von Volksgesängen über. Um 7 v. Chr. waren 829 Angestellte im Musikamt beschäftigt, bis das Amt in den folgenden Jahren aufgegeben wurde. In der Späteren Han-Zeit (25–220 n. Chr.) gab es das Musikamt zwar wieder, es gehörte aber zum „Amt für Trommler und Pfeifer am Gelben Tor“ (huangmen guchui shu).
Dieses Amt kümmerte sich um die Musik für Trommeln und Blasinstrumente, die bei militärischen Siegesfeiern gespielt wurde. Während der Han-Dynastie gab es zwei Formen von Militärorchestern: guchui yue für Trommeln, paixiao (Panflöte) und jiao (Naturhorn) sowie hengchui yue („Musik für horizontale Blasinstrumente“) für Trommeln (tigu) und jiao oder yue (Naturtrompeten aus Tierhörnern). Letzteres war die beim Reiten gespielte Musik, bei der die Trommeln waagrecht am Pferdehals befestigt waren. Beide musikalische Formen gehen auf die mashang yue („Musik zu Pferde“) der Hunnen zurück, einem im Norden und Westen Chinas lebenden Reitervolk. Wandzeichnungen aus der Späteren Han-Dynastie zeigen in Formation reitende Militärmusiker. Das Instrumentarium des guchui yue wurde später um Bronzeglocke (nao), Gong (luo) und Becken (bo oder ba) erweitert und so auch zur Gesangsbegleitung eingesetzt. In der Tang-Zeit wurde für die Blas- und Trommelmusik eine eigene staatliche Abteilung guchui shu geschaffen.
In der Zeit der Drei Reiche (um 208–280 n. Chr.) kam es nach dem Zerfall der Han-Dynastie zu jahrelangen Machtkämpfen und in der Kultur zur Übernahme fremder Einflüsse aus den zentralasiatischen Nachbarregionen. Zu den – vielleicht durch buddhistische Mönche – eingeführten Musikinstrumenten gehörten auch einfellige Rahmentrommeln dabu (sprachverwandt mit arabisch daff und hebräisch tof, zurückgehend auf die semitische Wurzel DAB oder TAP) und andere Trommeltypen.
Das Orchester für die Zeremonialmusik yayue war in den nachfolgenden Dynastien entsprechend den wirtschaftlichen Möglichkeiten des Kaisers besetzt. Besonders kostspielig waren Bronzeglocken, Klangsteine und Trommeln. Im Verlauf der Sui-Dynastie (581–618) und Tang-Dynastie (618–907) wuchs die Zahl der Gestelle, in denen diese Instrumente aufgehängt waren von 20 um das Jahr 590 über 36 im Jahr 627 bis auf 72 um das Jahr 650. Mit dem Zerfall der Tang-Dynastie ging die Zahl wieder auf 20 zurück.
In der Sui- und Tang-Dynastie wurde die höfische Musik in Musikkategorien (yuebu) nach ethnischer Herkunft, Stil und Funktion eingeteilt. In der ersten Kategorisierung qibu yue („Musik der sieben Abteilungen“) ist dem Sui Shu (Abschnitt yinyuezhi, „Bemerkungen zur Musik“) zufolge neben der Musik der Han-Chinesen auch die Musik der umliegenden Nationen von Korea bis Indien gelistet. Die unter Sui Yangdi (reg. 604–618), dem zweiten Kaiser der Sui-Dynastie, eingeführte und bis nach dem Ende dieser Dynastie gültige Kategorisierung jiubu yue („Musik der neun Abteilungen“) enthält mit anderen Namen das bisherige Repertoire, ergänzt um zwei neue Musikstile.
Unter jeder der sieben und später neun Abteilungen wurde eine Gruppe von Musikern und Tänzern mit einem eigenen Musikstil und aus einer bestimmten Region verstanden. Die Musikinstrumente wurden in eigene (altchinesische) und fremde (eingeführte) Instrumente eingeteilt. In der ersten Abteilung (qingshang ji oder qingyue) mit Tanzmusik der Han-Chinesen ist das Orchester mit mehreren Saiteninstrumenten, Blasinstrumenten, dem Klangsteinspiel bianqing, dem Glockenspiel bianzhong und der Sanduhrtrommel jiegu besetzt. Die 25 Musiker des Orchesters spielten 15 verschiedene Instrumente.
Die zweite Abteilung (xiliang ji oder xiliang yue) bestand aus 27 Musikern der westlichen Minderheitenvölker, die 19 Musikinstrumente spielten. Zu diesen gehörten neben alten höfischen Musikinstrumenten auch einige neue, fremde Instrumente wie zwei Formen von Winkelharfen konghou, die Laute pipa, das Schneckenhorn bei und drei Trommeln, namentlich qigu, dutan gu (große Rahmentrommel) und yaogu (schlanke Fasstrommel). Entsprechende Trommeln wurden auch in anderen Orchestern, etwa dem der sechsten Abteilung (gaoli ji) aus Korea verwendet. Die „Musik der neun Abteilungen“ wurde in der Tang-Dynastie übernommen und das Orchester für die Zeremonialmusik am Kaiserhof auf bis zu 150 Musiker erweitert.

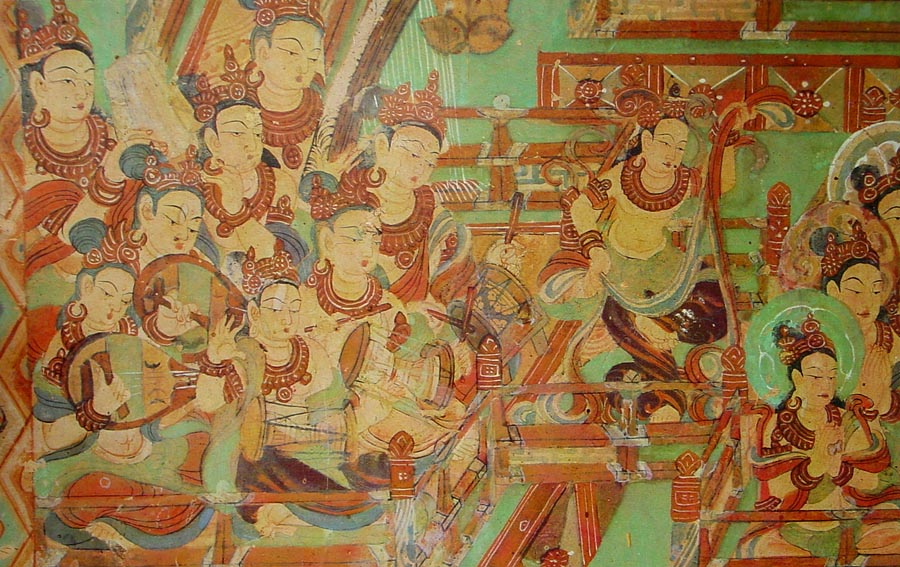
Mogao-Grotte 154 mit zwei Sanduhrtrommeln jiegu in der Mitte und links zwei Lauten pipa. Mittlere Tang-Zeit

Die nachfolgenden Hofmusikorchester der Tang-Dynastie, shibu yue („Musik der zehn Abteilungen“), wurden um die Bankettmusik (yanyue ji) erweitert, eine Synthese unterschiedlicher Musikformen, die neben zeremoniellen Zwecken auch zur Unterhaltung diente. Zu den meisten der zehn Orchester gehörte die Sanduhrtrommel jiegu. Eines der kleineren Ensembles war das indische tianzhu ji („Musik aus Indien“) mit zwölf Musikinstrumenten, mit denen zwei Tänzer begleitet wurden. Das bis zur mittlerer Tang-Zeit (Mitte 8. Jahrhundert) gebrauchte Ensemble bestand neben einer jiegu aus der Rahmentrommel du tangu, der Fingertrommel mao yuangu, dem Bronzebecken tongbo, der Bronzetrommel tonggu, der Querflöte dizi (auch hengdi), dem Doppelrohrblattinstrument bili (heute guan), dem Schneckenhorn bei, der Phönixkopf-Harfe fengshou konghou, der viersaitigen Laute pipa und der fünfsaitigen Laute wuxian. Die jiegu wurde häufig verwendet, die Trommeln liangu und yugu kamen dagegen selten vor. Als aus Indien eingeführte Trommeln galten die Zylindertrommel dala gu, die taolao gu, die Rahmentrommel dutan gu und die Fingertrommel maoyuan gu.
Eine der bedeutendsten Höhlen aus der frühen Tang-Dynastie ist die zu den Dunhuang-Grotten in der Provinz Gansu gehörende Mogao-Grotte 220, deren Wandmalereien in das Jahr 642 datiert sind. Dargestellt sind ein Orchester aus zwölf Musikern und zwei Tänzerinnen. Zu den erkennbaren Musikinstrumenten gehören die Sanduhrtrommel jiegu, die Zylindertrommel dala gu, die Fingertrommel maoyuan hu, die Klappertrommel taogu, außerdem die Klapper paiban, die Winkelharfe konghou und mehrere Blasinstrumente. Eine weitere Abbildung zeigt zwölf Musiker und eine Tänzerin mit der Sanduhrtrommel yaogu und anderen Musikinstrumenten.
In der Tang-Zeit waren die Membranen vieler Trommeln nicht wie in den Dynastien zuvor am Rand aufgenagelt, sondern mit Schnüren verspannt. Bei manchen Trommeln ließ sich die Spannung durch verschiebbare Knebel oder Schlaufen in der Mitte einstellen. Verschnürt waren die Membranen bei den über Zentralasien importierten Sanduhrtrommeln. Die Bezeichnung dalagu für eine heute obsolete Sanduhrtrommel könnte Laurence Picken (1969) zufolge mit dem Namen der indischen Kesseltrommel tabla verwandt sein. Auch andere Bezüge zu indischen Trommeln werden an dieser Stelle diskutiert.

## Bauform und Spielweise
Bis heute sind nach alter Tradition (seit der Shang-Dynastie) die meisten chinesischen Trommeln zweifellige Fasstrommeln mit einem Holzkorpus und mit Membranen aus am Rand aufgenagelten Tierhäuten. Im alten China bestand die Membran aus Krokodilshaut, später wurde diese durch bis heute übliche Rindshaut ersetzt. Solche Trommeln produzieren keine definierte Tonhöhe und sind nicht stimmbar. Dennoch lassen sich durch unterschiedliche Schlagtechniken die Trommelschläge klanglich stark variieren. Seltener werden (wie in der Tang-Dynastie) die beiden Membranen mit Schnüren gegeneinander verspannt. Die Fasstrommeln sind üblicherweise waagrecht (mit der Membran senkrecht) an einer Stange befestigt oder hängen in einem Gestell. Der Spieler schlägt bei großen Fasstrommeln mit zwei Schlägeln auf nur eine Membran. Ähnliche fassförmige Zeremonialtrommeln sind auch in Japan (taiko), Korea und Vietnam in Gebrauch.
Neben ihrem rituellen und musikalischen Gebrauch wurden große Fasstrommeln auch zur Zeitansage und zur Warnung vor Gefahren in Trommeltürmen (gu lou) verwendet. Der älteste literarische Beleg, der erklärt, dass die Einwohner (Pekings) morgens beim Schlagen der Trommel aufstehen und sich abends beim Klang einer Glocke zur Ruhe begeben sollten, stammt vom konfuzianischen Gelehrten Cai Yong Ende des 2. Jahrhunderts n. Chr. Einer Wandmalerei in einer Grabkammer in Anping (Provinz Hebei) aus dem Jahr 176 n. Chr. während der Östlichen Han-Dynastie zufolge waren damals die Trommeln in Türmen in einigen Stadtvierteln verteilt. Ab der Tang-Zeit (Anfang 7. Jahrhundert) wurden Trommeltürme und häufig in ihrer Nähe stehende Glockentürme (zhong lou) allgemein in den Wohngebieten der Städte aufgestellt. Die Trommeltürme dienten nicht der Zeitmessung wie Uhrtürme, die in Peking ab 1900 nach westlichem Vorbild mit mechanischen Uhrwerken ausgestattet wurden.
Darüber hinaus bezeichnet gu ein breites Spektrum unterschiedlicher Trommeltypen, neben den großen Fasstrommeln auch einige Sanduhrtrommeln,  Kesseltrommeln und Rahmentrommeln. Eine Schnurverspannung ist nur bei Trommeln üblich, deren Membranen einen größeren Durchmesser besitzen als der zylindrische oder sanduhrförmige Korpus. Rahmentrommeln gehören wie überall hauptsächlich zu Gesangstraditionen.

### Tonggu

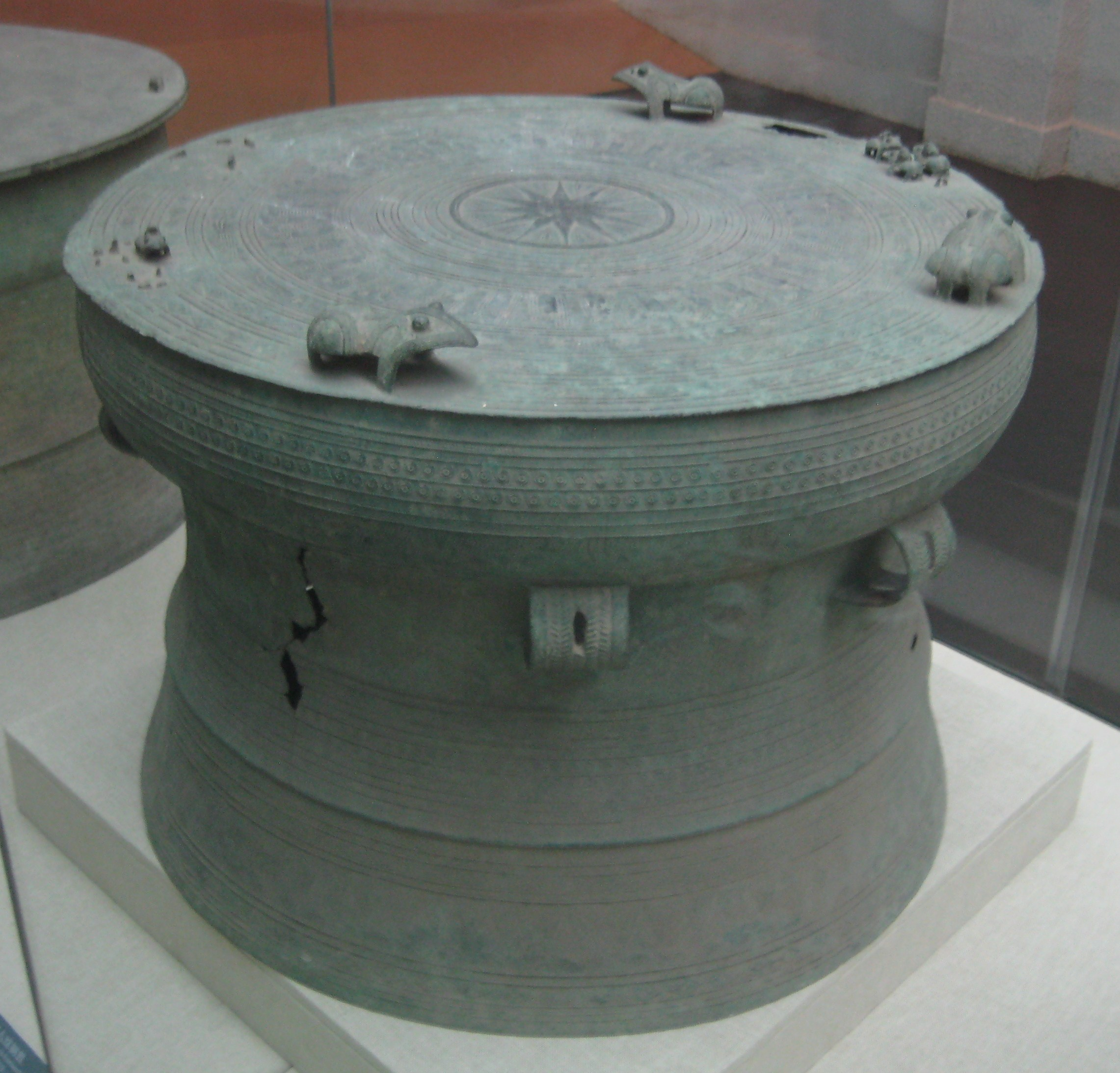
Tonggu aus der Östlichen Han-Dynastie (25–220 n. Chr.) mit Fröschen

Tonggu sind trotz ihres wörtlich als „Bronzetrommel“ übersetzten Namens keine Membranophone, sondern idiophone Bronzegefäße und instrumentenkundlich Kesselgongs, die in der Klassifikation der Acht Klänge (bayin) unabhängig vom Namensbestandteil gu („Trommel“) den Metallen (jin) zugeordnet werden. Früher waren sie auch als zugu („Fußtrommel“) bekannt. Gongs wurden generell in China noch in der Tang-Zeit den gu zugeordnet und als zhenggu (zheng für unterschiedliche Musikinstrumente), jingu („Metalltrommel“) oder tonggu bezeichnet. Tonggu nannte man die ältesten bronzenen Fasstrommeln (Membranophone) der Shang-Dynastie (16.–11. Jahrhundert v. Chr.), ebenso wie die idiophonen Kesselgongs, Flachgongs und Buckelgongs.
In Südchina waren Kesselgongs vor allem in der Han-Dynastie und der Tang-Dynastie, also von 202 v. Chr. bis 907 n. Chr., beliebt. Am oberen Rand waren sie mit realistisch gestalteten Fröschen und daneben mit anderen Tierfiguren dekoriert. Die Instrumente wurden beim Spielen auf den Boden gestellt. Bronzegongs gehörten zwar nicht zum Instrumentarium der klassischen höfischen Zeremonialmusik, dennoch gibt es in China zahlreiche unterschiedliche Gongtypen, die in Opern und regionalen Volksmusikstilen eingesetzt werden. Kesselgongs haben außer tonggu weitere Namen in den Regionalsprachen, die auf die magische Bedeutung in den Ritualen hindeuten, übersetzt etwa „Regentrommel“, „Froschtrommel“ (quakende Frösche sollen Regen bringen), „Donnertrommel“ (wie Donner klingende Trommelschläge sollen ebenfalls Regen bringen), „Kriegstrommel“ oder „Ahnentrommel“. Entsprechend werden Kesselgongs bei Totengedenkfeiern, Hochzeiten und Erntedankfesten eingesetzt.

### Jiangu

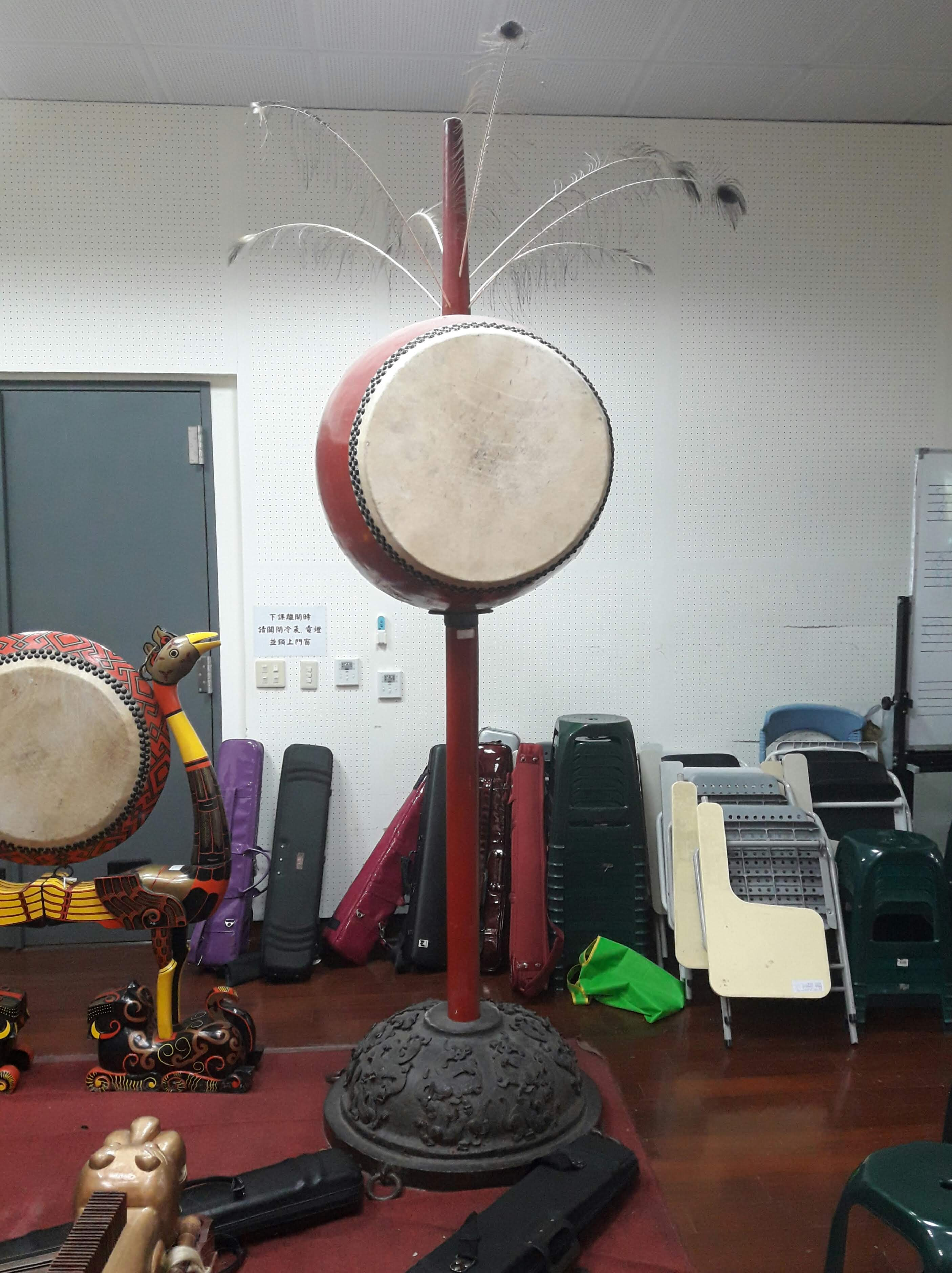
Jiangu. Musikabteilung an der Nationalen Kunstuniversität Tainan, Taiwan

Die jiangu ist eine große hölzerne Fasstrommel und nach ihrer Form der älteste chinesische Trommeltyp, der aus dem 2. Jahrtausend v. Chr. stammt. Das Präfix jian („montiert“, „befestigt“) bezieht sich auf den Pfosten, an dem die Trommel waagrecht etwa 170 Zentimeter über dem Boden angebracht ist, sodass sie von einem oder zwei stehenden Musikern geschlagen werden kann. Aus der Westlichen Han-Dynastie (207 v. Chr. – 9 n. Chr.) blieben wenige Maquetten aus Ton erhalten, die eine aufgespießte jiangu mit einem Trommler auf beiden Seiten zeigen.
Der leicht gewölbte Korpus der Zeremonialtrommel ist etwa 100 Zentimeter lang und misst 70 bis 80 Zentimeter im Durchmesser an den Enden. Die beiden Membranen aus Rindshaut sind mit mehreren Reihen von Nägeln am Rand befestigt. Ein einzelner, in einer Sockelplatte aus Bronze oder Holz senkrecht stehender Pfosten ist mitten durch den Korpus gesteckt und ragt an der Oberseite ein Stück heraus. Ein aufwendig gestalteter Bronzesockel aus dem 5. Jahrhundert v. Chr. wurde im Grab des Markgrafen Yi von Zeng gefunden. Üblicherweise wird die jiangu von einem Musiker mit zwei Holzschlägeln geschlagen.
In der Zeit der Streitenden Reiche (475–221 v. Chr.) und der  Westlichen Han-Dynastie verwendete das Militär zwei Gruppen von Signalinstrumenten: gu (Trommeln) und jin (wahrscheinlich Glocken aus Bronze), von denen jeweils mehrere Typen im Einsatz waren. Während der Kämpfe wurden stationäre jiangu und tragbare biangu (auch zhangu, flache Fasstrommeln) zu Signalzwecken geschlagen, andere Fasstrommeln dienten dem Militär wahrscheinlich für zeremonielle Zwecke.
Früher stand die jiangu unter einem geschmückten Baldachin, so wie es bis heute bei den großen Trommeln in einem konfuzianischen Tempel der Fall ist. Im Hou Hanshu aus dem 5. Jahrhundert wird erzählt, eine „Ermahnungstrommel“ (jiangu) und ein „Beschwerdebaum“ (bangmu, heute eine Steinsäule huabiao) seien zur Zeit des mythischen Urkaisers Shun (legendär 23. Jahrhundert v. Chr.) vor dem Palasttor und im Innenhof aufgestellt gewesen, damit die Bevölkerung ihre Kritik gegenüber der Herrschaft äußern konnte.

### Yinggu
Yinggu (Wade-Giles ying-ku, „Pfeilertrommel“, auch chiengu, auch mit „antwortende Trommel“ übersetzt) bezeichnet der jiangu entsprechende oder ähnliche, waagrecht auf einen Pfosten aufgespießte Fasstrommeln, die bei konfuzianischen Ritualen verwendet wurden, vor allem bei der zweimal jährlich stattfindenden Zeremonie shih-tien (in Japan sekiten) zu Ehren des Konfuzius. Der Pfosten für die stationäre Positionierung der Trommel konnte in den Boden gesteckt werden, woraus sich der weitere Name chihgu („eingepflanzte Trommel“) ergab.
Diese Art der Aufstellung scheint eher für frühe Zeiten gegolten zu haben, allgemein üblicher war jedoch, die Trommel in einem Gestell aus einem rechteckigen Rahmen aufzuhängen. Dann hieß die Trommel lugu oder hsilangu. Seitlich hingen am Gestell Schnüre mit Glocken herab. Die Trommeln waren von unterschiedlicher Größe. Bei einer Länge von etwa 90 Zentimetern betrug der Durchmesser zwischen 60 und 150 Zentimeter. Arthur Christopher Moule (1908) gibt als Länge 111 Zentimeter und als Membrandurchmesser 75 Zentimeter an. Verzierte (bunt bemalte) Trommeln hießen mit dem allgemeinen Namen yinggu, unverzierte Trommeln, die ohne Beiwerk aufgehängt waren, hießen chiengu. An einer verzierten Trommel waren manchmal mehrere kleine Trommeln an ihrem Korpus festgebunden, dann wurde sie hsüan („abgehängt“) genannt.
Die alte höfische Musik (yayue) mit Musikern (einschließlich der Fasstrommel yinggu) und Tänzern ist auf Bronze-Ritualgefäßen aus dem 5. Jahrhundert v. Chr. abgebildet. Eine im Palastmuseum Peking aufbewahrte Bronzevase aus dem 5. Jahrhundert v. Chr. zeigt eine eingravierte Fasstrommel, die auf einen Pfosten gespießt ist und mit wahrscheinlich an den Enden mit weichem Material umwickelten Schlägeln gespielt wird. Die yinggu kommt zusammen mit einer Klappertrommel dagu vor.
Bei konfuzianischen Zeremonien ertönte Rodney Leon Taylor (1986) zufolge die große „Pfeilertrommel“ einmal auf den ersten Ton eines gesungenen Verses und dreimal am Ende jedes Verses. Dann folgten Glockenschläge bis zum Trommelschlag am Beginn des nächsten Verses. Nach der Beschreibung von Robert W. Marks (1932) wurde der erste Ton eines Verses von der großen Tempelglocke (dezhong, „Tapferkeitsglocke“, Wade-Giles: te chung) akzentuiert, danach erklang nach jedem gesungenen Wort ein Schlag des Glockenspiels (bianzhong). Am Ende eines Verses wurde die yinggu dreimal geschlagen. Auf der anderen Seite der Terrasse ertönte eine weitere große Trommel (tzugu) mit sechs Schlägen, jeweils zwei Schläge als Antwort auf einen Schlag der yinggu.
Auf jeder Seite der Trommel stand ein Musiker und schlug auf das Trommelfell, wie aus Abbildungen auf Steinreliefs aus der Han-Zeit hervorgeht. Auf solchen Reliefs ist auch erkennbar, dass bei Musik- und Tanzaufführungen die yinggu im Zentrum des Geschehens stand und von Tänzern und Akrobaten (auf einem Relief im Handstand) umgeben war. Des Weiteren musizierten zahlreiche Streicher und Bläser.
Auf einem 114 n. Chr. vollendeten Steinrelief in einer Grabkammer der Han-Zeit wird im Zentrum des Geschehens das Reich der himmlischen Sphäre gezeigt, erkennbar an einem Maulbeerbaum, der den Weltenbaum darstellt. Darüber breitet sich ein Wolkenband aus, auf dem Götter und himmlische Wesen sitzen. In der Mitte hängt von den Wolken die Fasstrommel yinggu herab, die als Himmelstrommel oder Gewittertrommel des Donnergottes interpretiert wurde.

### Jingu

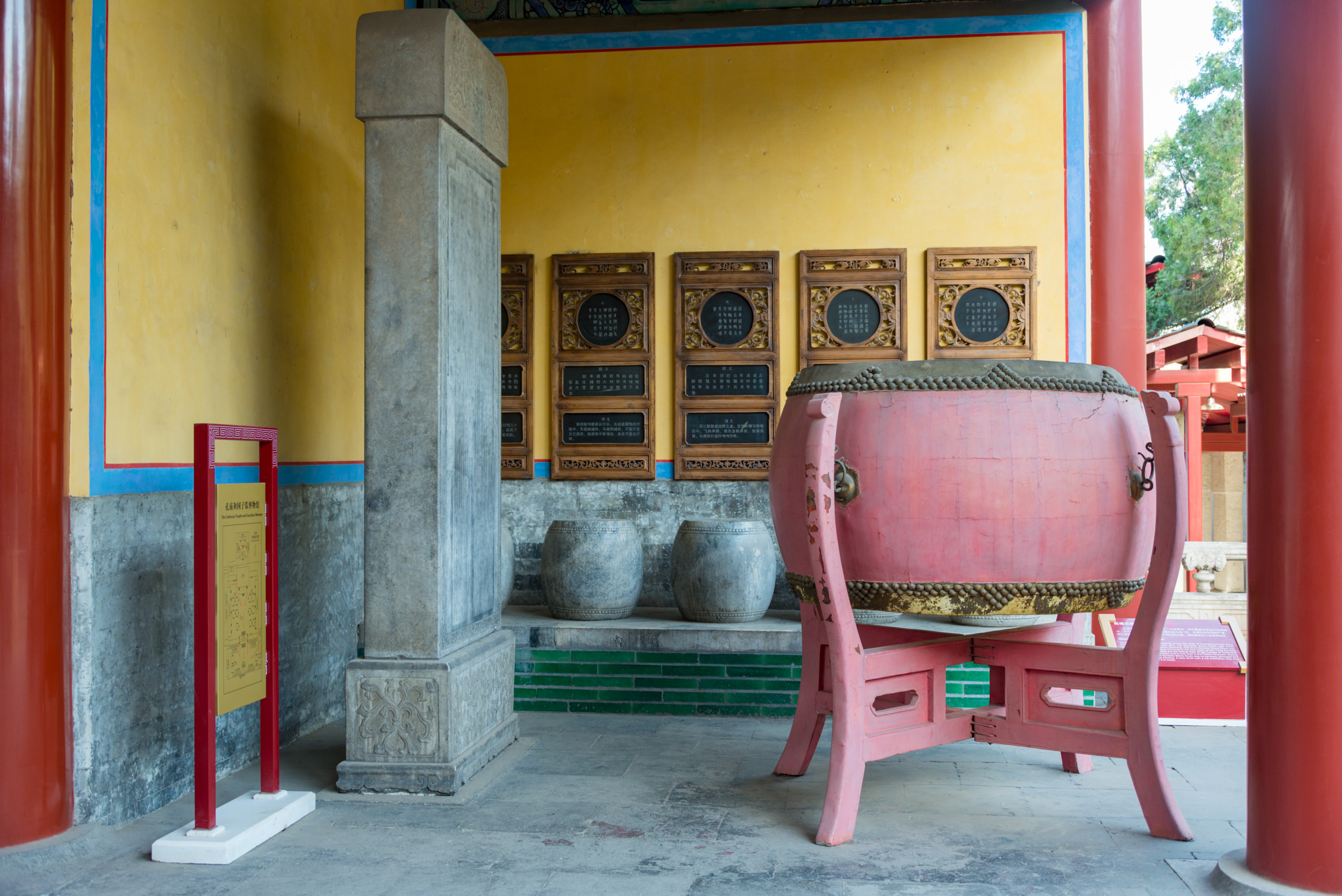
Jingu im Konfuziustempel in Peking

Die jingu („eintretende Trommel“) ist die größte Fasstrommel der chinesischen Musik. Ihre Länge beträgt wie ihr Durchmesser 130 Zentimeter. Die Trommel lagert senkrecht in einem Gestell mit vier Füßen und wird mit zwei Holzstöcken auf die obere Membran geschlagen.
Ursprünglich war die jingu wie die jiangu ein Signalinstrument der Militärmusiker. Am Kaiserhof wurden mit ihr der Beginn und das Ende von Zeremonien angezeigt. Heute steht ein Exemplar am Eingang des Konfuziustempels in Peking. Ihre koreanische Entsprechung ist die chin’go (auch jingo), die in einem ähnlichen Gestell steht. Die chinesische jingu wurde im Jahr 1116 während der Song-Dynastie als Geschenk nach Korea gebracht und dient auch dort ausschließlich als Zeremonialtrommel.

### Dagu

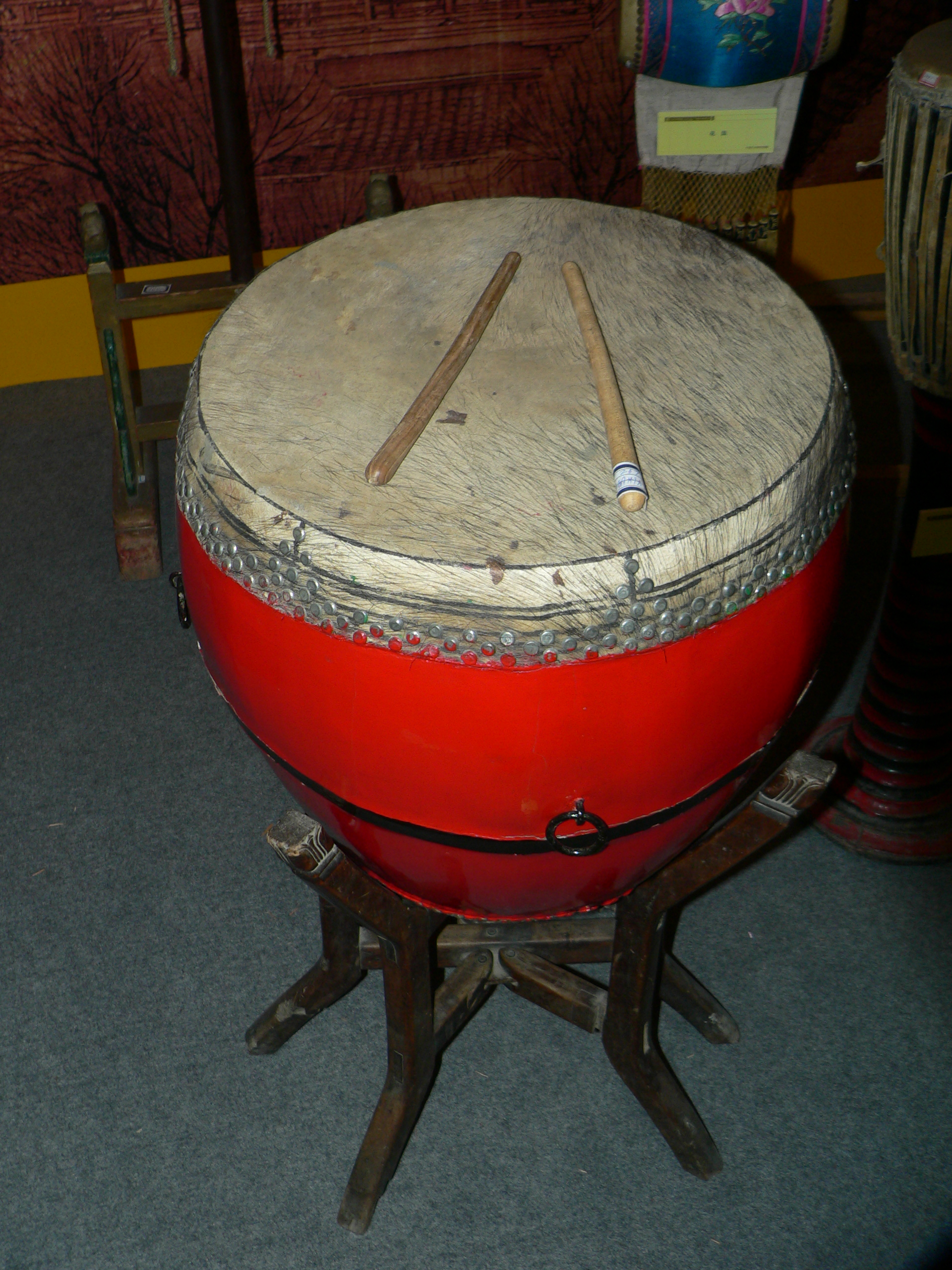
Dagu in der Chinesischen Nationalbibliothek, Peking

Die dagu („große Trommel“) ist eine große, wie die jingu senkrecht in einem Gestell mit vier Füßen aufgestellte Fasstrommel. Der Korpus ist wie bei einem Holzfass aus gebogenen Brettern zusammengefügt. Das obere Schlagfell und das untere Resonanzfell sind mit zwei oder drei dichten Nagelreihen am Korpusrand befestigt. Der Korpus ist einfarbig (rot) oder mit Ornamenten bemalt. Ein Exemplar hat einen Mittendurchmesser von 70 Zentimetern bei einer Länge von 55 Zentimetern. Das Schlagfell misst 53 Zentimeter im Durchmesser. Der stehende Musiker schlägt die dagu mit zwei geraden Stöcken.
Ein höfisches Orchester gegen Ende der Tang-Zeit (Anfang 10. Jahrhundert) wurde von einer dagu geleitet. Ein Gemälde des Malers Zhou Wenju (fl. 942–961) stellt ein Orchester mit 19 Musikerinnen in zwei Gruppen dar, das mit einer dagu, zwei Sanduhrtrommeln yaogu, zwei Schlagplattenspielen fangxiang, zwei Klappern paiban, zwei Lauten pipa, zwei Wölbbrettzithern guzheng, zwei Harfen konghou, zwei Mundorgeln sheng, einem Doppelrohrblattinstrument bili, zwei Querflöten dizi und einer Längsflöte xiao besetzt war.
Im modernen klassischen chinesischen Orchester wird die dagu funktionell der Pauke gleichgestellt. Die stets nur einzeln gespielte dagu führt die Perkussionsinstrumente (wu, „kriegerisch“) an und oftmals auch das gesamte Orchester einschließlich der Melodieinstrumente (wen, „zivil“).
Ende des 18. Jahrhunderts entwickelte sich in Peking aus den Musiktheaterstilen verschiedener Ensembles aus Zentral- und Südchina die Peking-Oper. Neben den kleineren Perkussionsinstrumenten wie Flachgong (luo), Klappern (paiban), Paarbecken (bo) und Rahmentrommel (bangu) werden bei Kampfszenen auch Fasstrommeln eingesetzt. Hauptsächlich bekannt ist die dagu aber durch einen anderen Musikstil, der in Peking Mitte des 19. Jahrhunderts entstand und jingyun dagu („Peking-Trommel-Lied“) genannt wird. Dieser erzählende Gesangsstil mit Trommelbegleitung wurde zunächst in kleinen Theatern im Viertel Qianmen im Pekinger Stadtbezirk Dongcheng aufgeführt.
Jingyun dagu ist eine Form der in China umfangreichen Tradition erzählender Lieder (quyi), die bis ins 1. Jahrtausend v. Chr. zurückreicht, und gehört zur Gruppe der dagu shu („Trommellieder“). Die Aufführungen in Teehäusern und Vortragssälen bestehen aus Gesang, instrumentaler Begleitung und Schauspiel. Die ein bis drei Akteure verwenden Saiteninstrumente, kleine Trommeln und Klappern (ban). Beim dagu shu wird zur Eröffnung ein Gedicht vorgetragen, dann folgt die eigentliche Erzählung über historische Themen und Mythen und abschließend eine Moral.
Der jingyun dagu-Stil geht wesentlich auf Liu Baoquan (1869–1942) zurück, der um 1900 die ländliche Erzähltradition in Peking mit seinem Gesang im Pekinger Dialekt zu einer Kunstform entwickelte. Begleitet wurde er von einer Langhalslaute sanxian. Sein Repertoire bestand aus 22 Stücken, die von Kriegsstrategie, Heldenmut und Loyalität handelten. Eine ihm nachfolgende, stilprägend wirkende jingyun dagu-Sängerin war Luo Yusheng (1914–2002), die dem Repertoire weitere Stücke und andere stilistische Elemente hinzufügte.
Meihua dagu ist eine Erzähltradition in der nordchinesischen Hafenstadt Tianjin, die in den elitären Kreisen der Acht Banner gegen Ende der Qing-Dynastie (um 1900) wurzelt und sich im Verlauf des 20. Jahrhunderts zu einem beliebten Volksmusikstil entwickelte. Zur Gesangsstimme und der in einem Gestell befestigten Rahmentrommel wurden einige Melodieinstrumente wie die Langhalslaute sanxian, die Schalenhalslaute pipa, die viersaitige Röhrenspießgeige sihu und das Hackbrett yangqin hinzugenommen. Daneben werden etliche weitere Erzähltraditionen in regionalen Dialekten mit Trommelbegleitung gepflegt, etwa xihe dagu (in Nordchina verbreitet), leting dagu (Provinz Hebei) und shandong dagu (Provinz Shandong).
Die Bezeichnung dagu („große Trommel“) wird unabhängig vom Trommeltyp verwendet und kann sich neben Fasstrommeln und den kleinen Rahmentrommeln auch auf ungewöhnliche Trommeln in Südchina beziehen. Ein Trommelbauer im Dorf Yandun in der Nähe der Stadt Nanning fertigt sehr große Standtrommeln mit Schnurverspannung, die als Signalinstrumente zur Verständigung in den Bergen und zur Ankündigung von Anfang und Ende bedeutender Festveranstaltungen gebraucht werden.
buddhistische Mönche und Nonnen bezeichnen im Alltag und zeremoniell verwendete Klangerzeuger als Dharma-Instrumente (faqi). Neben Idiophonen aus Bronze haben Trommeln eine wesentliche Ritualfunktion. Nach dem Shurangama-Sutra (chinesische Übersetzung Lengyan Jing im 2. Jahrhundert) soll mit Trommelschlägen zu den Mahlzeiten und mit Glockenschlägen zu den religiösen Andachten gerufen werden. Nach Größe und Verwendungszweck unterscheiden chinesische Buddhisten Handtrommeln (shougu), kleine Röhrentrommeln (zhonggu), große Trommeln (dagu), „Dharma-Trommeln“ (fagu) und „Tee-Trommeln“ (chagu). Die große Fasstrommel dagu heißt, wenn sie als „Dharma-Trommel“ in der nordöstlichen Ecke der Halle aufgestellt ist, fagu. Sie wird geschlagen, während sich der Abt in die Dharma-Halle begibt, um eine Lehrrede zu halten oder eine andere Versammlung durchzuführen. Beim Eintritt der nachrangigen Mönche erklingt eine zweite Trommelschlagfolge. Die in der nordwestlichen Ecke stehende „Tee-Trommel“ (chagu) soll die Mönche zum Tee oder zu den Mahlzeiten rufen. Zur daoistischen Ritualmusik gehört neben der dagu die kleine Schlitztrommel muyu (Holzfisch).

### Tanggu

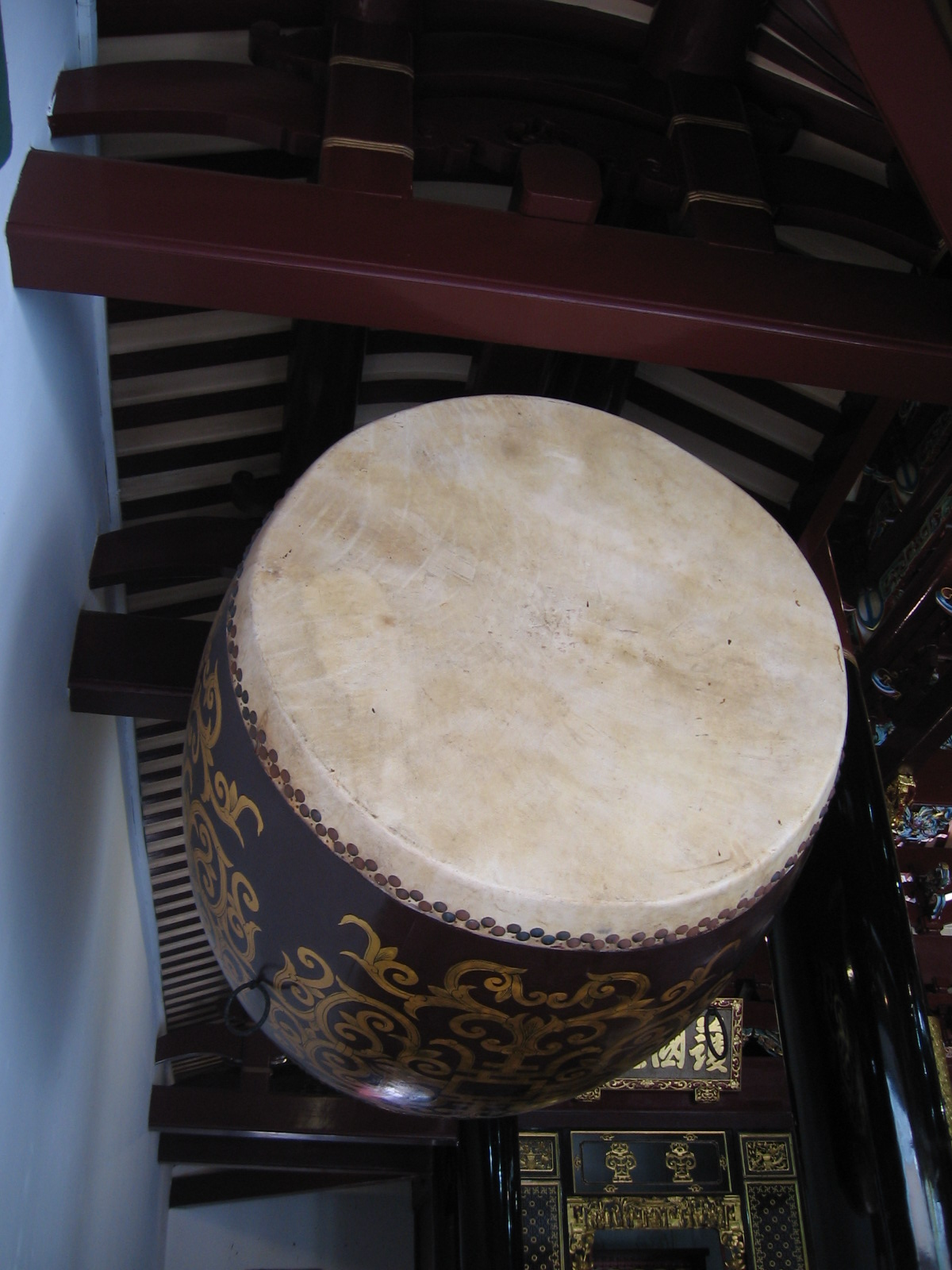
Tanggu im Thian-Hock-Keng-Tempel in Singapur

Die tanggu (auch tonggu, „Hallen-Trommel“) ist eine zweifellige mittelgroße Fasstrommel, deren Membrandurchmesser 20 bis 30 Zentimeter betragen. Die Membranen sind mit Rundkopfnägeln in einer Doppelreihe aufgenagelt. Die Trommel hängt waagrecht in einem Gestell oder steht senkrecht in einer Halterung. Sie wird in der Peking-Oper, einigen Perkussionsensembles und in anderen Musikgruppen verwendet, in denen mehrere Perkussionsinstrumente zusammenspielen.
Im Süden der Provinz Jiangsu, in der Region Sunan,  wird eine Form des in Zentralchina verbreiteten Ensembletyps chuida (吹打,  chuīdǎ, „blasen und schlagen“), der aus Blas- und Perkussionsinstrumenten besteht, in der Volksmusik für Zeremonien im Freien verwendet. Sunan chuida, der Regionalstil von Sunan, setzt als Hauptinstrumente die Querflöte dizi, eine mittelgroße hölzerne Fasstrommel tanggu und eine weitere Trommel bangu („Blocktrommel“) ein. Eine frühe Form des Sunan chuida war bereits um 1640 in der Gegend von Nanjing populär. Die Kompositionen werden in langsame, mittlere und schnelle Sequenzen unterteilt. Die drei Einheiten werden durch Solos der beiden Trommeln, die guduan („Trommelsequenz“) heißen, abgegrenzt. Auch die Trommelsequenzen werden in langsamem, mittlerem und schnellem Tempo gespielt und den jeweiligen Kompositionen entsprechend variiert. Zu den weiteren Musikinstrumenten gehören erhu, pipa und sanxian.

### Yaogu

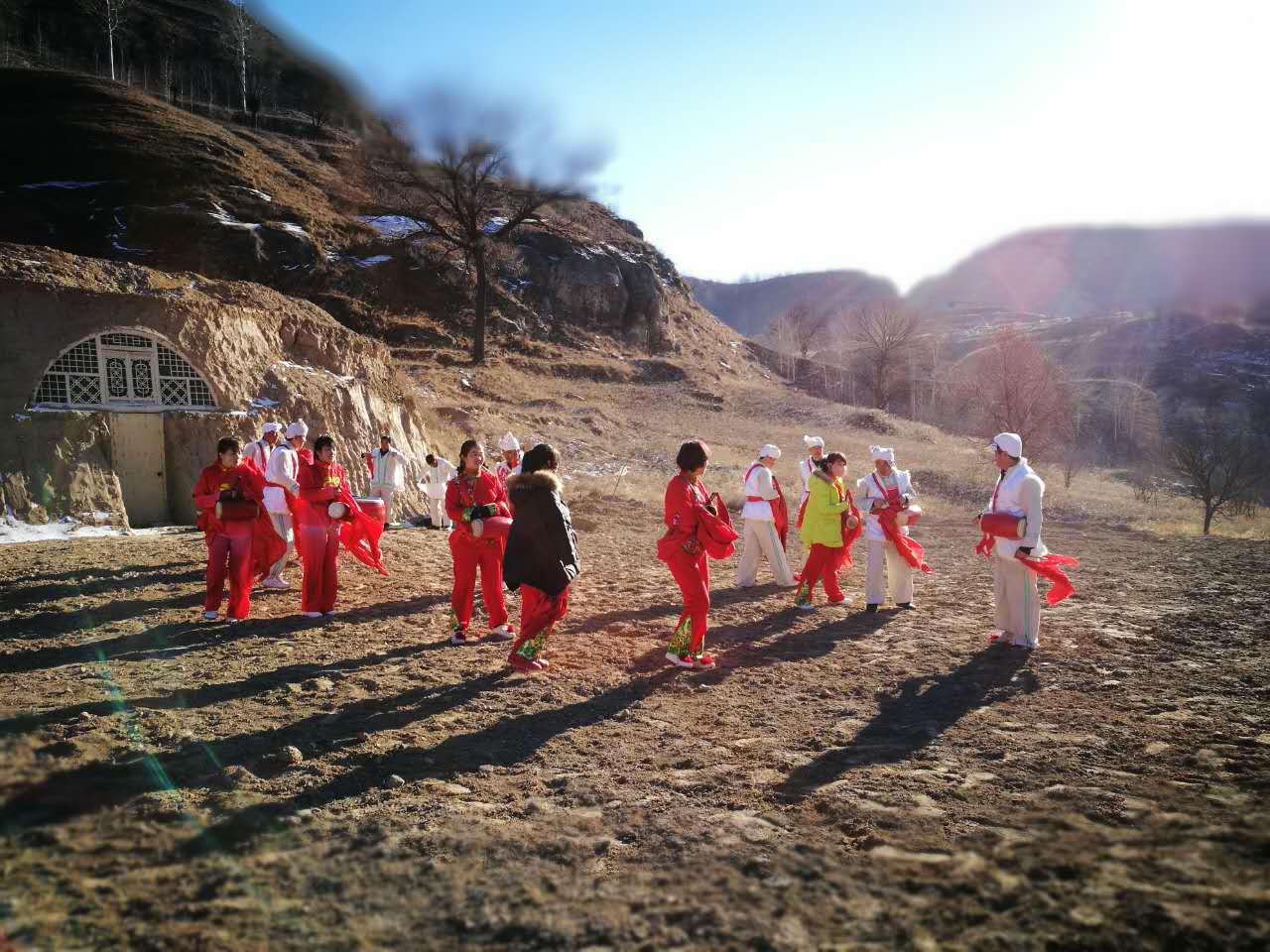
Volkstanz mit der „Hüfttrommel“ yaogu im nordchinesischen Bezirk Ansai

Die yaogu („Hüfttrommel“) ist eine schlanke Fasstrommel, die am Gürtel waagrecht an der Hüfte getragen und zur Begleitung von Tänzen geschlagen wird. An einer Seite wurden zwei Ösen in den Korpus geschraubt, um den Gürtel aus einem Seidenband zu befestigen. Beide Membranen sind mit einer Nagelreihe am Korpusrand fixiert. Bei einem 36 Zentimeter langen Exemplar betragen die Membrandurchmesser 19 Zentimeter. Größere Trommeln sind bis zu 49 Zentimeter lang bei Membrandurchmessern von 20 Zentimetern. Wie die anderen genagelten Fasstrommeln ist die yaogu nicht stimmbar. Sie ist nicht verwandt mit der Sanduhrtrommel xiyaogu, deren Membranen an einem Metallring befestigt sind und durch eine Schnurverspannung gestimmt werden können. Die Tänzer schlagen, während sie sich bewegen, mit Stöcken in den Händen auf beide Membranen.
Erstmals belegt ist der Gebrauch einer Hüfttrommel in der Tanzmusik auf einer Wandmalerei in der 357 n. Chr. datierten Grabkammer für den chinesischen Beamten Dong Shou des koreanischen Reiches Goguryeo. Der Name yaogu wird im Sui Shu, der Geschichte der Sui-Dynastie (581–618) bei der Instrumentierung des Musikstils xiliang ji (oder xiliang yue) erwähnt. Heute wird die yaogu im ländlichen zentralen Nordchina, besonders in der Provinz Shanxi, zur Begleitung von Tanzliedern verwendet. Einer der Volkstänze ist der auf einer alten Tradition basierende yangge (auch yangko), der ab den 1930er Jahren von der KPC zu einer politischen Inszenierung als Bühnentanz und zu einem Symbol der sozialistischen Kultur umfunktioniert wurde.

### Huagu
Die huagu („Blumentrommel“) ist eine kleinere Variante der yaogu, deren Name sich auf die gelegentliche Bemalung des ansonsten roten Korpus mit Blumenmotiven und am Korpus angebundene bunte Kordeln bezieht. Die beiden Membranen der Fasstrommel sind aufgenagelt. Der Korpus ist typischerweise etwa 33 Zentimeter lang bei einem Durchmesser von 12 Zentimetern an den Membranen.
Der Trommelname ging auf das Tanzliedgenre fenghyang huagu über, das im Kreis Fengyang in der Provinz Anhui während der Südlichen Song-Dynastie (1226–1279) entstand. Beim traditionellen Stil, der sich im 18. und 19. Jahrhundert in China verbreitete, singen ein Mann, der einen Gong (luo) schlägt, und eine Frau, die sich auf einer huagu begleitet, einen humoristischen Dialog. Der heute populäre Volkstanz heißt auch huaguwu („Tanz der Blumentrommel“), dahuagu („die Blumentrommel schlagen“), huagu xiaoluo („Blumentrommel und kleiner Gong“) und shuangtiaogu („Doppelstöckchen-Trommel“). Das zur Tradition der erzählenden Lieder (quyi) gehörende Genre vereint Erzählungen, Lieder und Tänze.
In der Volksoper huaguxi („Hunan-Blumentrommeloper“) aus der Provinz Hunan kommt die kleine kurze Zylindertrommel xiaogu (小鼓,  hsiao ku, „kleine Trommel“) zum Einsatz. Ihr bei den Abmessungen einer Rahmentrommel entsprechender, etwa 15 bis 18 Zentimeter langer Korpus ist rot lackiert. Die aufgenagelten Membranen haben Durchmesser zwischen 20 und 40 Zentimeter und werden mit zwei Stöcken geschlagen.

### Shigu

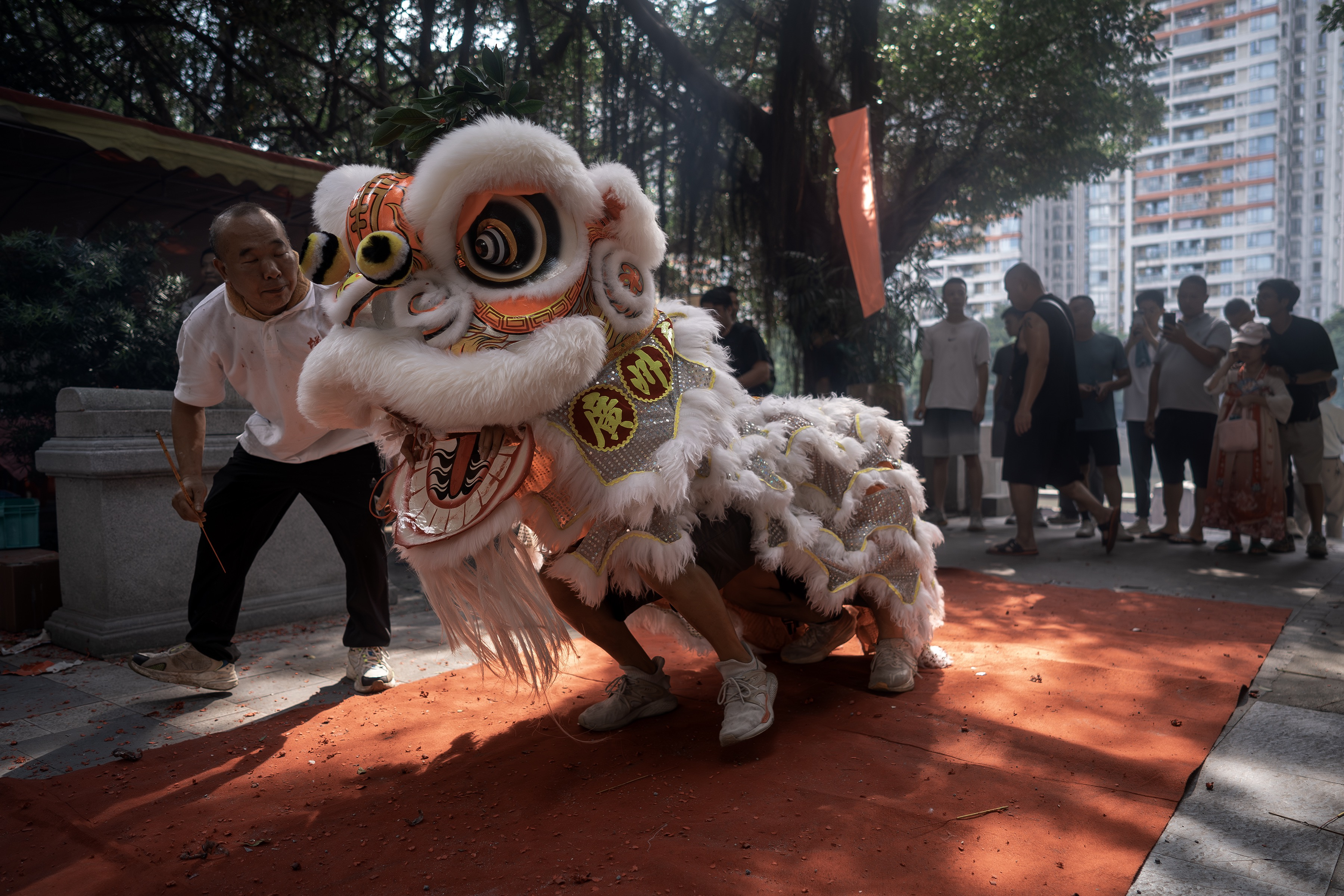
Löwentanz in Guangzhou

Die große, senkrecht aufgestellte Fasstrommel shigu („Löwentrommel“) besitzt nur eine aufgenagelte  Membran aus Rindshaut an der Oberseite. Die Unterseite des Korpus ist entweder offen oder geschlossen. Auf der Konzertbühne begleitet die shigu am chinesischen Neujahrsfest und anderen festlichen Anlässen Aufführungen des Löwentanzes. Eine mittelgroße Variante der shigu mit einem ungefähr zylindrischen Korpus von etwa 45 Zentimetern Länge und einem Durchmesser von höchstens 15 Zentimetern wird bei Löwentänzen im Freien verwendet.
Die Ursprünge des Löwentanzes sind unklar. In China wird er mindestens seit der Ming-Dynastie (1368–1644) aufgeführt. Der von shigu, Gongs und Becken begleitete Löwentanz inszeniert mit Kampfkunstdarbietungen Auseinandersetzungen zwischen Clans als mythische Erzählung und will in symbolischer Form die bösen Geister vertreiben. Die lauten Perkussionsinstrumente untermalen die Ankunft des Löwen und unterstützen die Vertreibung der Geister. Die Wechsel der Trommelrhythmen signalisieren dem Löwen, seine Bewegungsabläufe zu verändern.
Für Tänze in Südchina, in denen das einem Einhorn entsprechende chinesische Fabeltier Qilin verkörpert wird, kommt die etwas längere und schlankere Trommel qilingu (chilin gu) zum Einsatz.

### Paigu
Mitte des 20. Jahrhunderts wurde ein paigu („Reihentrommel“) genanntes Set aus typischerweise fünf oder sechs (vereinzelt zehn) mittelgroßen zweifelligen Fasstrommeln für die Konzertmusik entwickelt, deren Membranen an einem Metallring fixiert und nach westlichem Vorbild mit Spannschrauben stimmbar sind. Die Membrandurchmesser reichen von etwa 20 bis 40 Zentimeter. Die Trommeln sind jeweils in einem Metallständer drehbar montiert. Wird die untere Membran nach oben gedreht, so ergibt sich ein zweiter Ton. Die in einer Reihe aufgestellten Trommeln werden mit zwei Stöcken geschlagen und erlauben ein melodisches Spiel. Vergleichbare traditionelle Trommelsets sind die gerade Reihe aus 15 gestimmten Kesseltrommeln entenga in Uganda sowie die Trommelkreise pat waing in Myanmar und tabla tarang in Indien.

### Biangu
Die biangu (mit bian, „flach“, also „flache Trommel“), auch bian dagu, ist eine kleine zweifellige Rahmentrommel mit aufgenagelten Membranen, die in der nanguan-Musik gespielt wird. Nanguan (auch nanyin) ist ein Stil der klassischen chinesischen Musik mit einigen sehr alten Musikinstrumenten in der südostchinesischen Provinz Fujian. Von dort verbreitete sich der Stil nach Taiwan und in der chinesischen Diaspora in Südostasien.
Der Ensembletyp xiasiguan („Niedrige-Vier-Ensemble“) setzt sich aus fünf Perkussionsinstrumenten zusammen: einer Rahmentrommel biangu, einem kleinen Flachgong jiaolou, der mit einem Holzblock verbunden ist, einem kleinen Gong xiangzhan in einem geflochtenen Bambuskörbchen, einem Paar Bronzeglöckchen shuangling und einer Bambusklapper sibao. Bronzeglöckchen und biangu werden nach einer generellen Regel nie zusammen gespielt, sodass stets nur vier Perkussionsinstrumente erklingen.

### Bangu

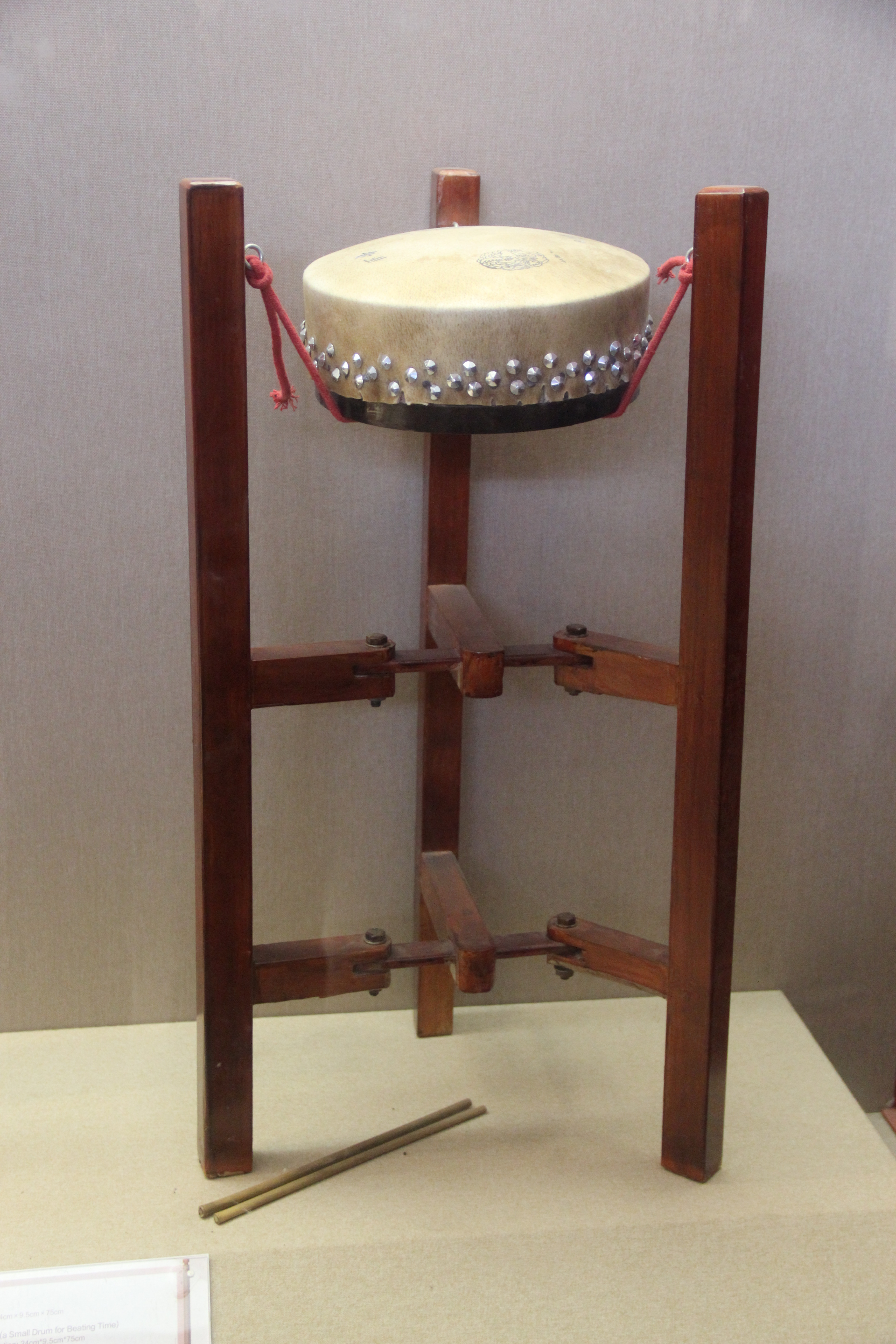
Einfellige Rahmentrommel bangu im Pavillon des Prinzen Teng, Nanchang

Die einfellige Rahmentrommel bangu („Schlag-Trommel“, auch „Blocktrommel“) wird gelegentlich auch biangu, danpigu („einfellige Trommel“) oder xiaogu („kleine Trommel“) genannt. Sie hängt waagrecht in einem dreibeinigen Gestell und bildet zusammen mit Hartholzklappern das kombinierte Perkussionsinstrument guban, das in einigen Opernstilen einschließlich der Peking-Oper vom Orchesterleiter als Taktgeber gespielt wird. Ihr dicker Hartholzrahmen ist etwa 10 Zentimeter breit und misst 25 Zentimeter im Durchmesser. Der massive Rahmen wird aus mehreren Teilen verleimt oder aus einem Block herausgearbeitet. Um den unteren Rand ist ein Metallband umgelegt. An der Unterseite ist die Trommel offen, an der Oberseite ragt der Rahmen schräg aufwärts nach innen, sodass in der Mitte nur ein etwa 5 Zentimeter großes rundes Loch (guxin, „Herz der Trommel“) übrig bleibt, über dem die Membran frei schwingen kann. Die Membran aus Schweinshaut oder Rindshaut wird über den gesamten Rahmen gespannt und an der Außenseite mit drei Nagelreihen befestigt. Die bangu wird mit einem oder mit zwei dünnen Bambusstöcken auf die Mitte geschlagen.
Nach ihrer Verwendung als führendes Perkussionsinstrument könnte die bangu funktionell von der während der Tang-Zeit (618–907) verwendeten kleinen Sanduhrtrommel jiegu abgeleitet sein. Die Befestigung in einem Ständer erinnert an die seit dem 10. Jahrhundert bekannte zweifellige Rahmentrommel shugu. In der Peking-Oper und in anderen nordchinesischen traditionellen Musikstilen wie dem shifan luogu (mit Gongs und Trommeln) wird die bangu seit dem Ende des 18. Jahrhunderts eingesetzt.

### Diangu
Die diangu („Punkt-Trommel“), auch huaigu („Busen-Trommel“) oder biqigu („Wasserkastanien-Trommel“), ist eine kleine zweifellige Rahmentrommel im zentralen Osten Chinas in der Region Jiangnan. Der äußere Durchmesser des dicken Holzrahmens beträgt etwa 18 Zentimeter. Die Membranen sind zwar außen am Rahmen mit einer Doppelreihe Nägel befestigt, jedoch wie bei der bangu über einen inneren Rand gespannt, sodass  der Durchmesser der Schlagfläche (guxin) lediglich 6 Zentimeter beträgt.
Seit dem 16. Jahrhundert gehört die diangu zum Ensemble der Kunqu-Oper, zu anderen Musikstilen der Region und zu daoistischen Zeremonien. Der Musiker hält die diangu mit seinem rechten Handgelenk in senkrechter Position auf seinen rechten Oberschenkel gestützt und schlägt sie mit einem dünnen Stab in derselben Hand. Hauptsächlich dient die diangu dazu, den Takt zu markieren.
Im traditionellen instrumentalen Stil Jiangnan sizhu liegt die diangu schräg gestützt auf einem Tisch. Sizhu ist eine Kammermusiktradition mit den Musikinstrumenten „Seide und Bambus“, also mit Saiteninstrumenten und Blasinstrumenten, und Jiangnan bezeichnet die Region. Jiangnan sizhu wird vor allem în Shanghai und anderen Städten im Delta des Jangtsekiang aufgeführt. Andere Musikinstrumente dieses Ensembles sind die Zupflauten pipa und sanxian, die Röhrenspießgeige erhu, das Hackbrett yangqin, die Querflöte dizi, die Längsflöte xiao, die Mundorgel sheng und Klappern paiban. Den Hauptschlag führt der Musiker üblicherweise mit der Klapper in der linken Hand aus und ergänzt je nach Tempo einen oder mehrere Zwischenschläge (rhythmische Unterteilungen, jiayan, wörtlich „Augen hinzufügen“) mit Schlägen der rechten Hand auf die Trommel.

### Shugu
Die shugu („Buchtrommel“) ist eine mittelgroße zweifellige Rahmentrommel, deren Membranen aus Rindshaut mit einer Nagelreihe am Korpusrand befestigt sind. Der schmale Korpus aus Hartholz ist ausgebaucht und rot lackiert. Seine Höhe beträgt 7–8 Zentimeter und sein Durchmesser 22–30 Zentimeter. Die Rahmentrommel ist waagrecht in einem Stahlrohrgestell (früher Bambusgestell) mit drei Füßen auf einer für den stehenden Musiker passenden Höhe von etwa 130 Zentimetern montiert. Sie wird mit einem dünnen (Bambus-)Stab geschlagen.
Auf Darstellungen erscheint die shugu seit der Song-Dynastie (960–1279) beim Spiel in kleinen Ensembles. Heute ist sie das hauptsächliche Begleitinstrument für den zu den erzählenden Gesangsstilen gehörenden Pekinger Trommelgesang. In Luoyang in der zentralchinesischen Provinz Henan entstand Anfang des 20. Jahrhunderts mit dem heluo dagu aus älteren Traditionen von Volkserzählungen ein weiteres Genre des Trommelgesangs. Heluo ist die Kurzform des Stadtnamens Luoyang. Die in diesem Vortragsstil im Henan-Dialekt verwendete Trommel ist keine Fasstrommel dagu, sondern eine Rahmentrommel shugu.

### Bajiaogu

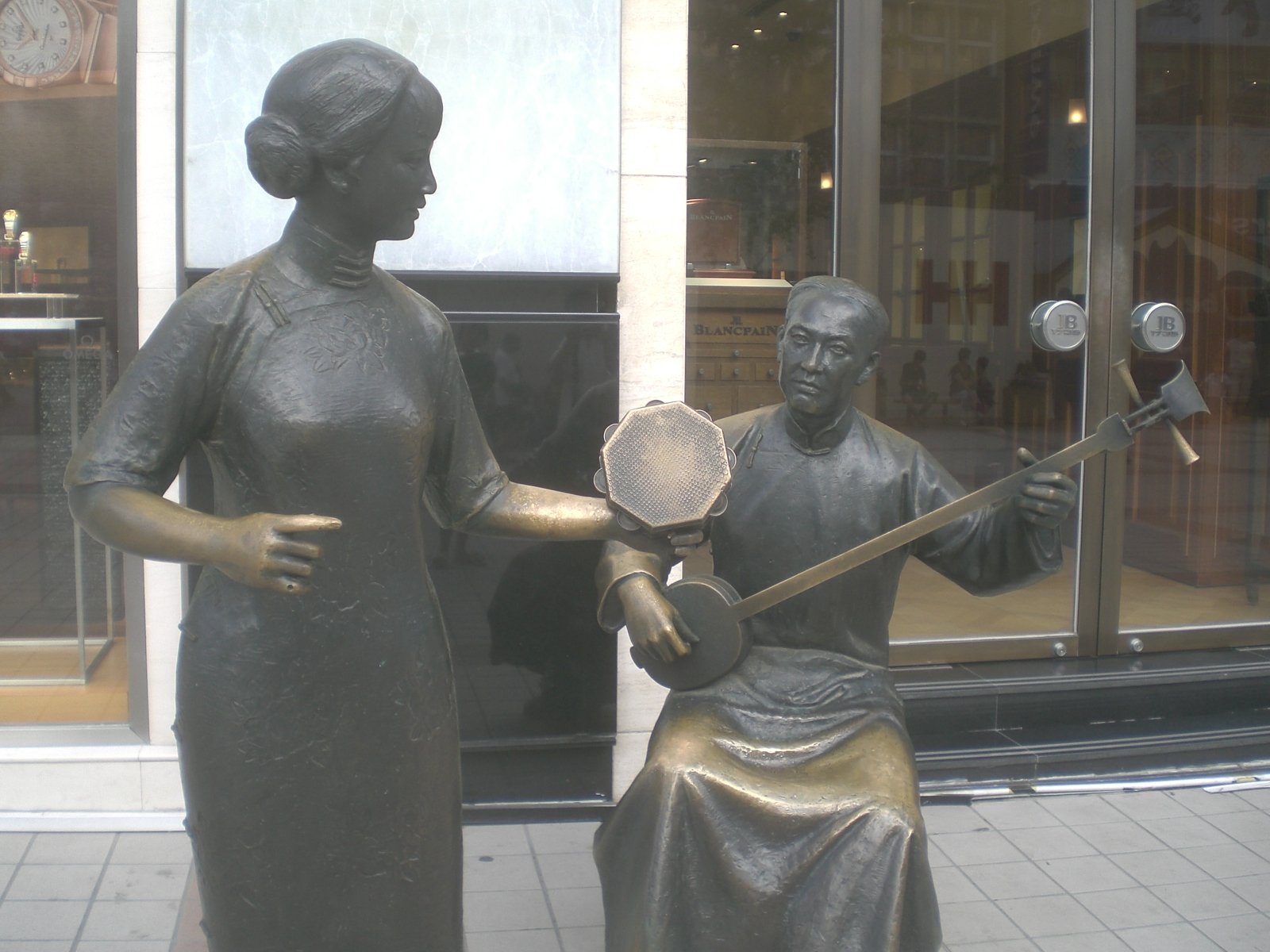
Musiker mit bajiaogu und sanxian. Bronzeskulptur in Wangfujing, Peking

Die kleine einfellige Rahmentrommel bajiaogu besteht aus einem achteckigen Korpus, der aus fünf Zentimeter langen Hartholzteilen zusammengeleimt ist. Der Durchmesser beträgt bis zu 20 Zentimeter und die Rahmenhöhe 6 Zentimeter. Ein besonders kleines Exemplar hat einen Durchmesser von 13,5 Zentimetern und eine Rahmenhöhe von 7 Zentimetern. Auf den Rahmen ist auf einer Seite eine Python-Schlangenhaut geklebt. Sieben der acht Holzsegmente besitzen kleine Zimbeln (ling oder tong bo), die wie bei einem Tamburin in Schlitze eingesetzt sind. Am verbleibenden Segment ohne Zimbel wird die Rahmentrommel beim Spielen in der Hand gehalten. Hier hängen lange bunte Kordeln mit zwei Quasten an den Enden herab. Die Rahmenunterseite ist bei wertvollen Instrumenten mit Einlegearbeiten aus Elfenbein dekoriert. Der Musiker schlägt oder reibt die Membran mit den Fingern. Laut Martin Gimm (2003) kann die bajiaogu außer mit Schlangenhaut auch mit Schafs- oder Pferdehaut bespannt sein und der Musiker die Membran auch mit einem Schlägel in der rechten Hand schlagen.
Die achteckige Rahmentrommel wurde möglicherweise aus Zentralasien eingeführt und ist in China seit der Ming-Dynastie (1368–1644) bekannt. Bei der nationalen Minderheit der Bai in der südchinesischen Provinz Yunnan begleitet die bajiaogu Tanzlieder und bei den Han-Chinesen im nördlichen China gehört sie zur Begleitung erzählender Lieder. In Peking, Tianjin, in der Provinz Hebei und im Nordosten ist eine erzählende Gesangstradition beliebt, bei der sich die beiden Sänger auf einer bajiaogu und einer dreisaitigen Langhalslaute sanxian begleiten.
Die Mandschu im Nordosten Chinas bringen die acht Holzteile symbolisch mit den Acht Bannern, also den acht Verwaltungseinheiten in der mandschurischen Qing-Dynastie (1644–1911), in Zusammenhang. Die Bajiaogu-Oper der Mandschu verbindet Erzählungen, Gesang und Tanz.

### Jiegu

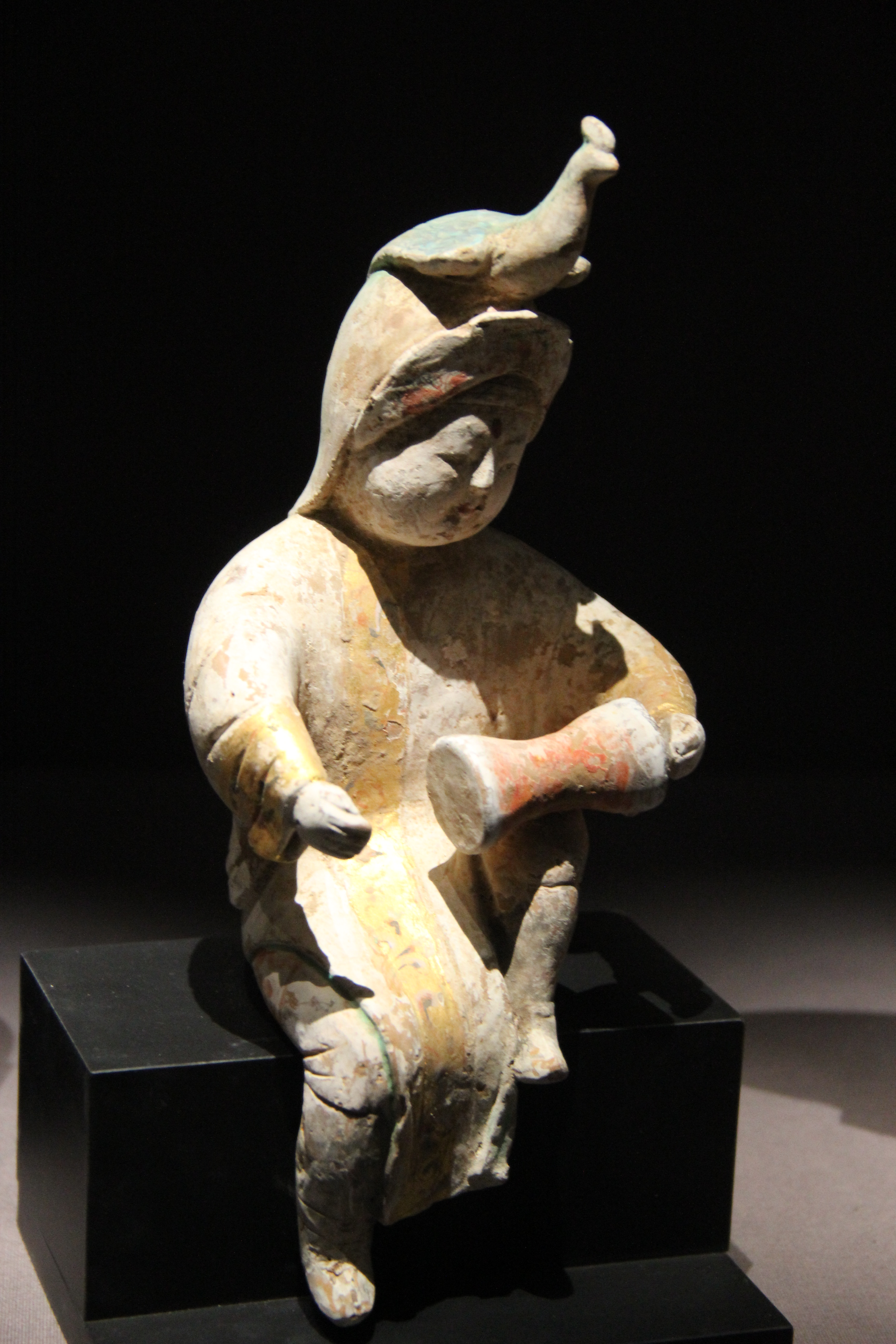
Weibliche Tonfigur mit einer Sanduhrtrommel jiegu aus der Tang-Dynastie. Aurora-Museum, Shanghai

Die in der mittleren Tang-Zeit (8. Jahrhundert) bekannte und auf Malereien in den Mogao-Grotten abgebildete jiegu war eine kleine stimmbare Sanduhrtrommel mit einer Schnurverspannung, die wegen ihrer zentralasiatischen Herkunft den Namen „Barbarentrommel“ erhielt. Der Name „jie-Trommel“ könnte sich auf den zentralasiatischen Stamm der Yuezhi beziehen. Ein weiterer Name der jiegu war liangzhang gu („Zweischlägeltrommel“). Auf dem Wandbild in den Mogao-Grotten sind Sanduhrtrommeln mit einem schlanken Korpus und einem weit überstehenden Rand zu sehen, der durch einen Ring gebildet wird, über den die beiden Membranen gespannt sind. Martin Gimm (2016) beschreibt die jiegu als Zylindertrommel und vergleicht sie wegen ihrer abstehenden Bespannung mit der südindischen Zylindertrommel chenda. Der Trommeltyp ist in China seit dem 5. Jahrhundert nachweisbar. Zwischen dem 8. und 18. Jahrhundert wird die jiegu mehrfach in literarischen Quellen erwähnt. Sie wurde mit zwei Stöcken geschlagen.
Eine Blütezeit erlebte die Trommel während der Herrschaft des Tang-Kaisers Xuanzong (reg. 712–756), der ein Förderer von Musik und Theater gewesen sein soll. Der Musiktheoretiker Nan Zhuo (Ehrenname Zhaosi) verfasste 848/850 das Werk Jiegu lu („Aufzeichnungen über die Barbarentrommel“), das aus einem geschichtlichen Abriss über die früheren Spieler dieser Trommel, einer Liste von 131 (oder 155) Musikstücken und einer Beschreibung des Trommelspiels besteht. In den höfischen Orchestern lag die jiegu häufig vorne auf einem Tisch und diente als das hauptsächliche Rhythmusinstrument. Dies geht aus der Tang-Dynastie-Chronik Xintangshu hervor, die um die Mitte des 11. Jahrhunderts geschrieben wurde.
Die Vorbilder der chinesischen Trommeln mit Schnurverspannung, bei denen der Membrandurchmesser größer ist als der Korpus, stammen vermutlich aus Indien, wo zahlreiche regionale Varianten vorkommen (idakka, timila, chande, pambai). Verwandte und von der jiegu abgeleitete Sanduhrtrommeln in Korea sind die janggu (changgu oder changgo) und die galgo (kalgo). Beide unterscheiden sich nur geringfügig durch die Verspannung.

### Xiyaogu
Die xiyaogu („schmale Taille-Trommel“) ist eine große Sanduhrtrommel, die früher als zhanggu (Wade-Giles chang-ku, „Stocktrommel“) bekannt war und nach Form und Spielweise auf einer indischen Tradition beruht. Chen Yang erklärt in seinem Yueshu („Abhandlung über Musik“) von 1104, die zhanggu sei von Fu Jian (reg. 357–385), einem Herrscher des Früheren Qin-Staates, bei der Eroberung des buddhistischen Königreichs Kutscha (Gebiet Kuqa) aus Zentralasien mitgebracht worden. Wahrscheinlich wurden entsprechende Trommeln im Verlauf der Sui-Dynastie (581–618) und Tang-Dynastie (618–907) in die höfische Musik eingeführt.
Die Länge der xiyaogu beträgt 60 bis 80 Zentimeter und der Membrandurchmesser etwa 40 Zentimeter. Die Membranen werden über einen den Korpus überragenden Metallring gezogen. Der Korpus besteht aus Holz und bestand früher auch aus dickwandigem gebranntem Ton. Tänzer trugen die Trommel an einem Band über der Schulter und schlugen eine Membran mit einem Stock und die andere mit der flachen Hand. Xiyaogu, jiegu und andere Sanduhrtrommeln sind auf Wandmalereien in den Mogao-Grotten ab dem 6. Jahrhundert abgebildet, außerdem auf Reliefs im Grab von Wang Jian (Provinz Sichuan) aus dem 10. Jahrhundert.
Die große Buddhafigur in den Dafosi-Grotten aus der frühen Tang-Zeit (7. Jahrhundert) ist von einem bogenförmigen Heiligenschein umgeben, an dessen Spitze 22 fliegende Gottheiten einschließlich zwei Tänzern und neun Musikern im Hochrelief dargestellt sind. Die Figuren sind etwa 120 Zentimeter hoch. Ein Musiker mit breiten Hüften und unnatürlich gekrümmten Beinen schlägt eine zhanggu, ein weiterer Musiker wahrscheinlich eine Fasstrommel dalagu.

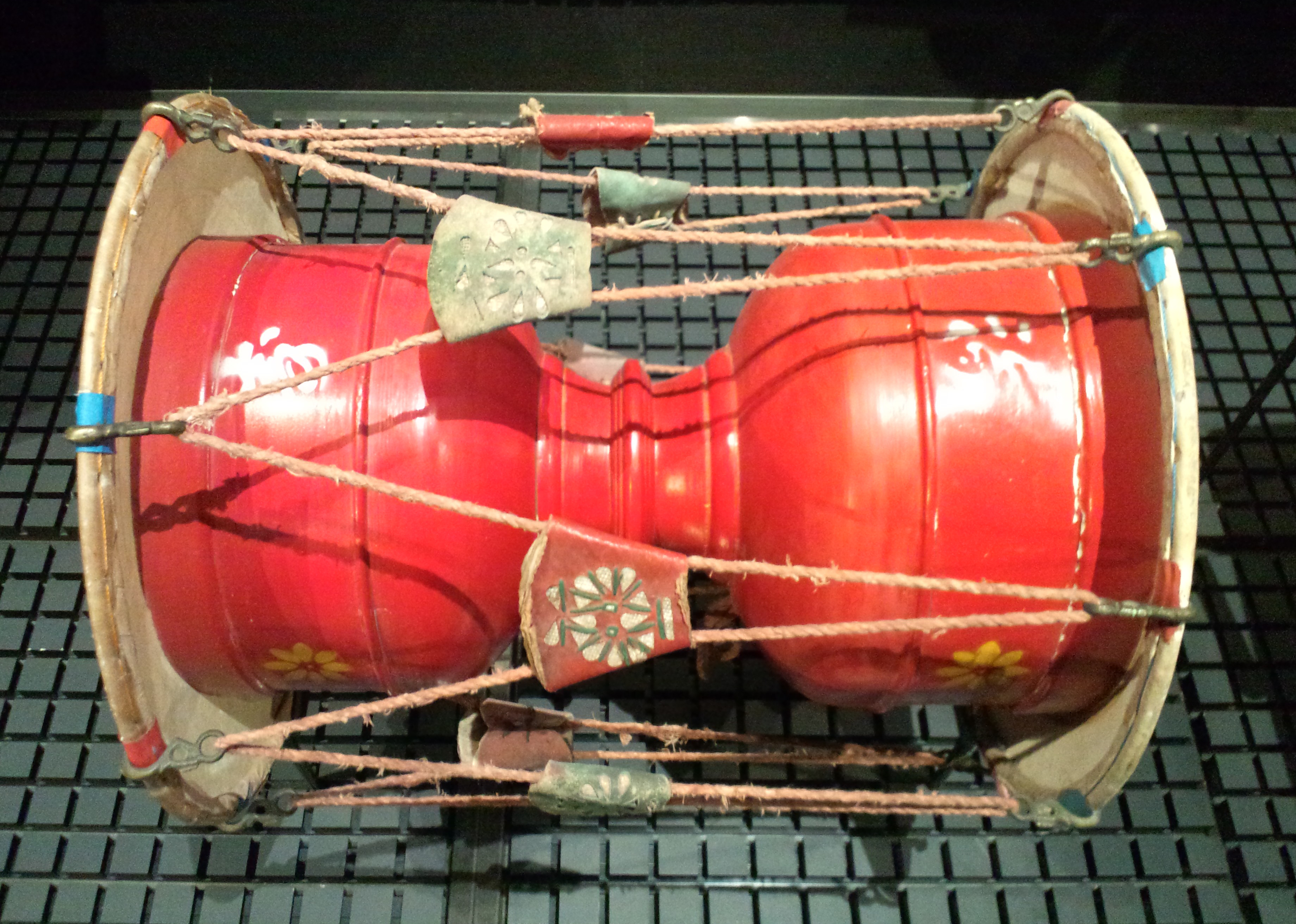
Koreanische Sanduhrtrommel janggu (changgo). Nationalmuseum für Ethnologie, Osaka. Vor 1986

Später ging die Verbreitung der Sanduhrtrommeln in China zurück, heute werden sie noch in Südchina von den Yao und anderen Minderheitenvölkern gebraucht. Die chinesischen Sanduhrtrommeln wurden in Korea mitsamt dem alten Namen zhanggu übernommen, der auf Koreanisch zu janggu (changgo) wurde, jedoch technisch deutlich weiterentwickelt gegenüber den mutmaßlich chinesischen Vorfahren. In Japan heißt die verwandte Trommel tsuzumi.
Neben jiegu und xiyaogu (zhanggu) weitere früher in China gebräuchliche Trommeln mit Schnurspannung waren die mao yuangu („Fingertrommel“), eine kleinere Sanduhrtrommel mit einem dickeren Korpus, die mit den Händen geschlagen wurde, und die dalagu. Deren Name ist möglicherweise von persisch dholak abgeleitet, wie in Nordindien einige Fass- und Zylindertrommeln genannt werden. Die auch in den Mogao-Grotten abgebildete dalagu war eine kleine Fasstrommel mit überstehenden Membranen und Schnurspannung.